# Seznam trolejbusových linek v Brně

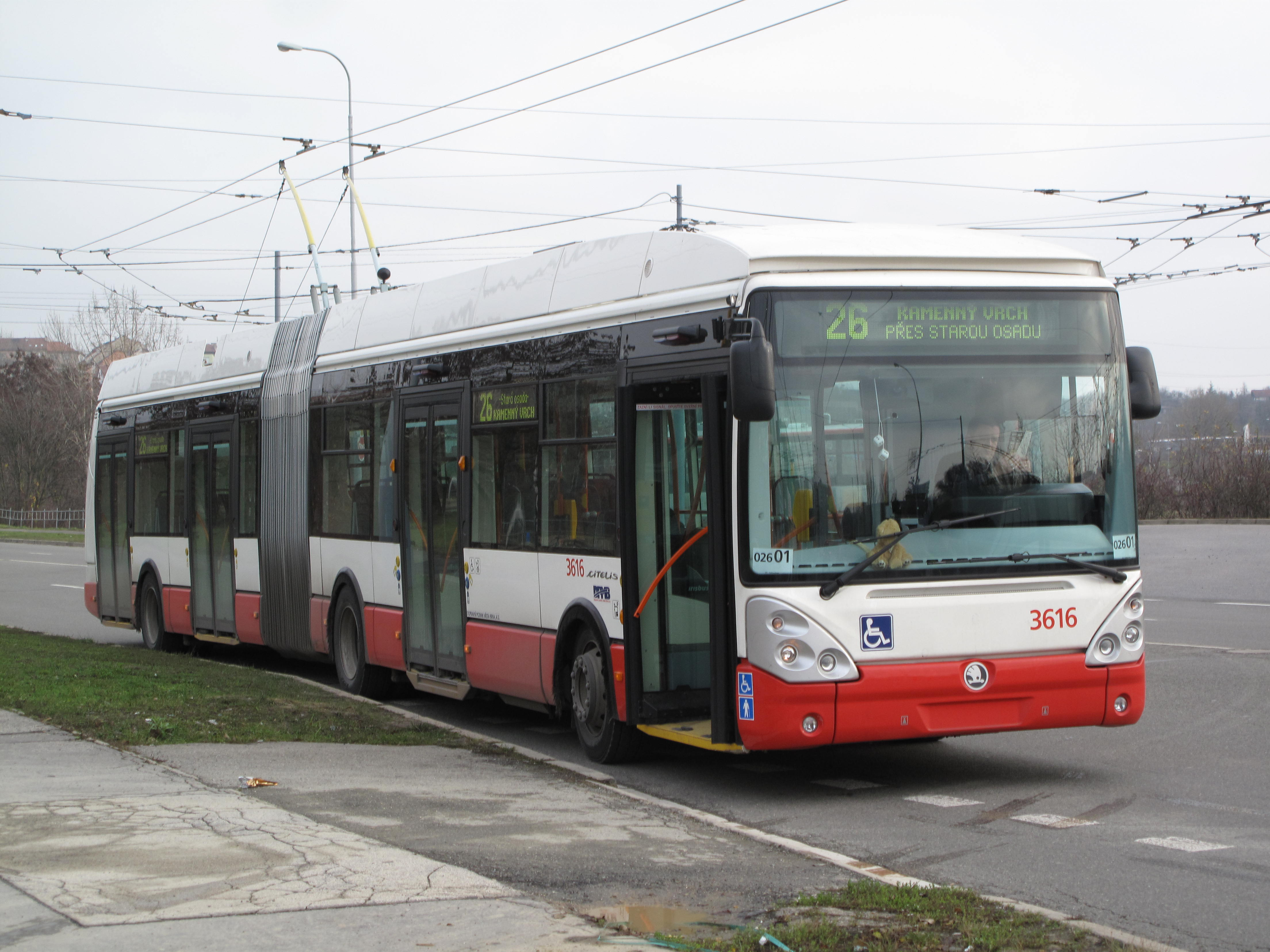
Trolejbus Škoda 25Tr na lince 26 čeká na odjezd z konečné Novolíšeňská (2009)

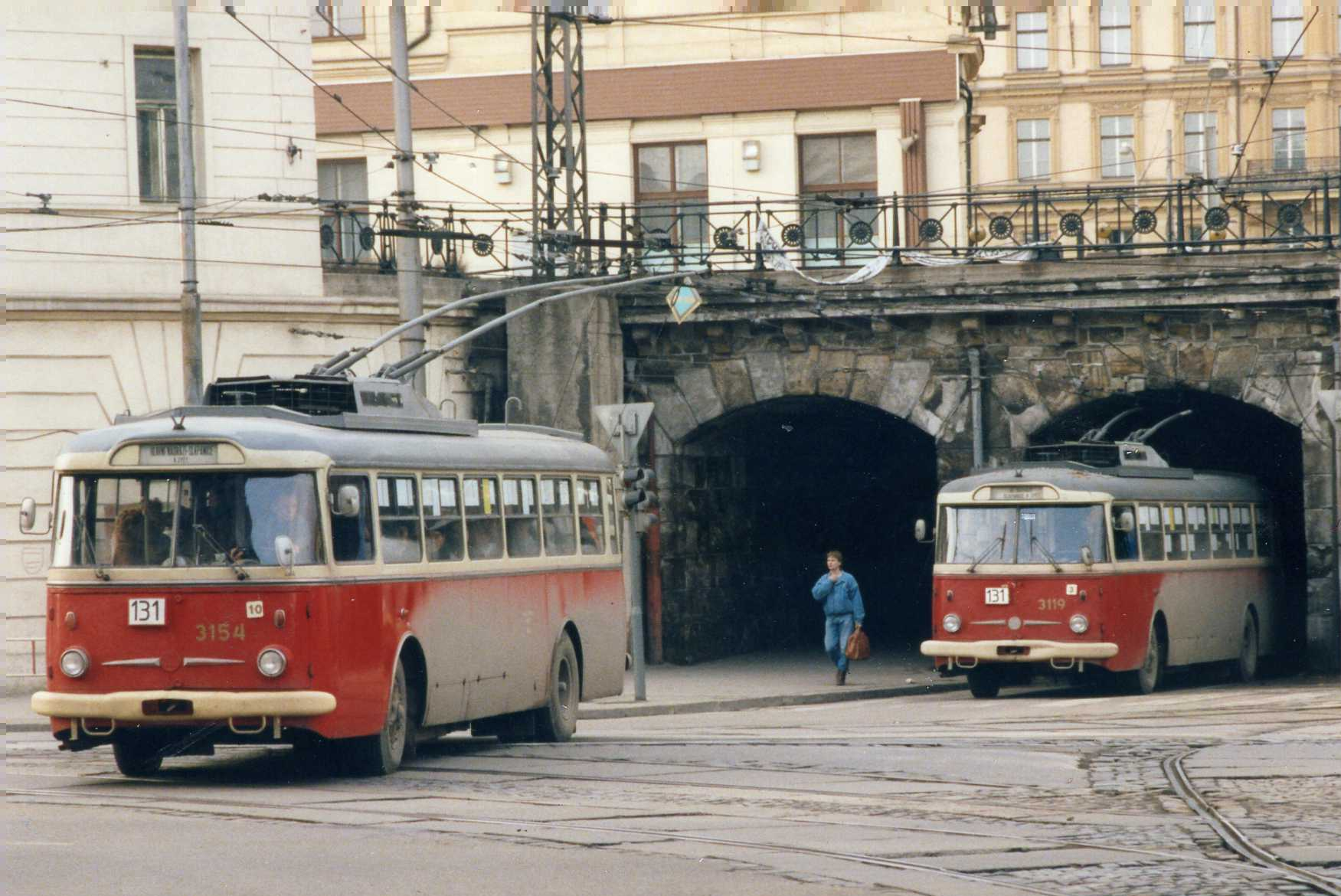
Dvojice trolejbusů Škoda 9Tr na lince 131 u hlavního nádraží v roce 1992

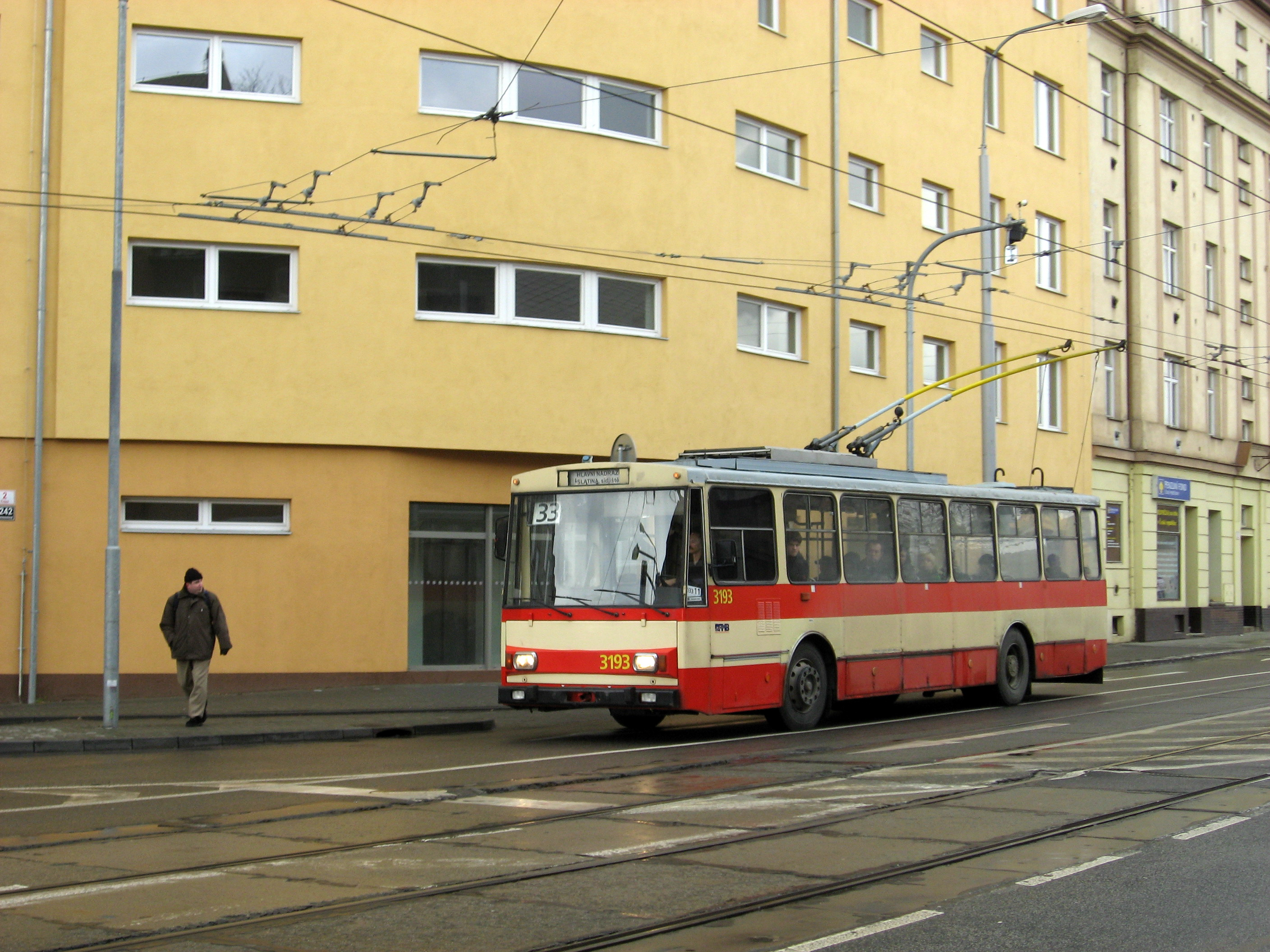
Trolejbus Škoda 14Tr na lince 33 odbočuje z ulice Olomoucké na ulici Tržní (2009)

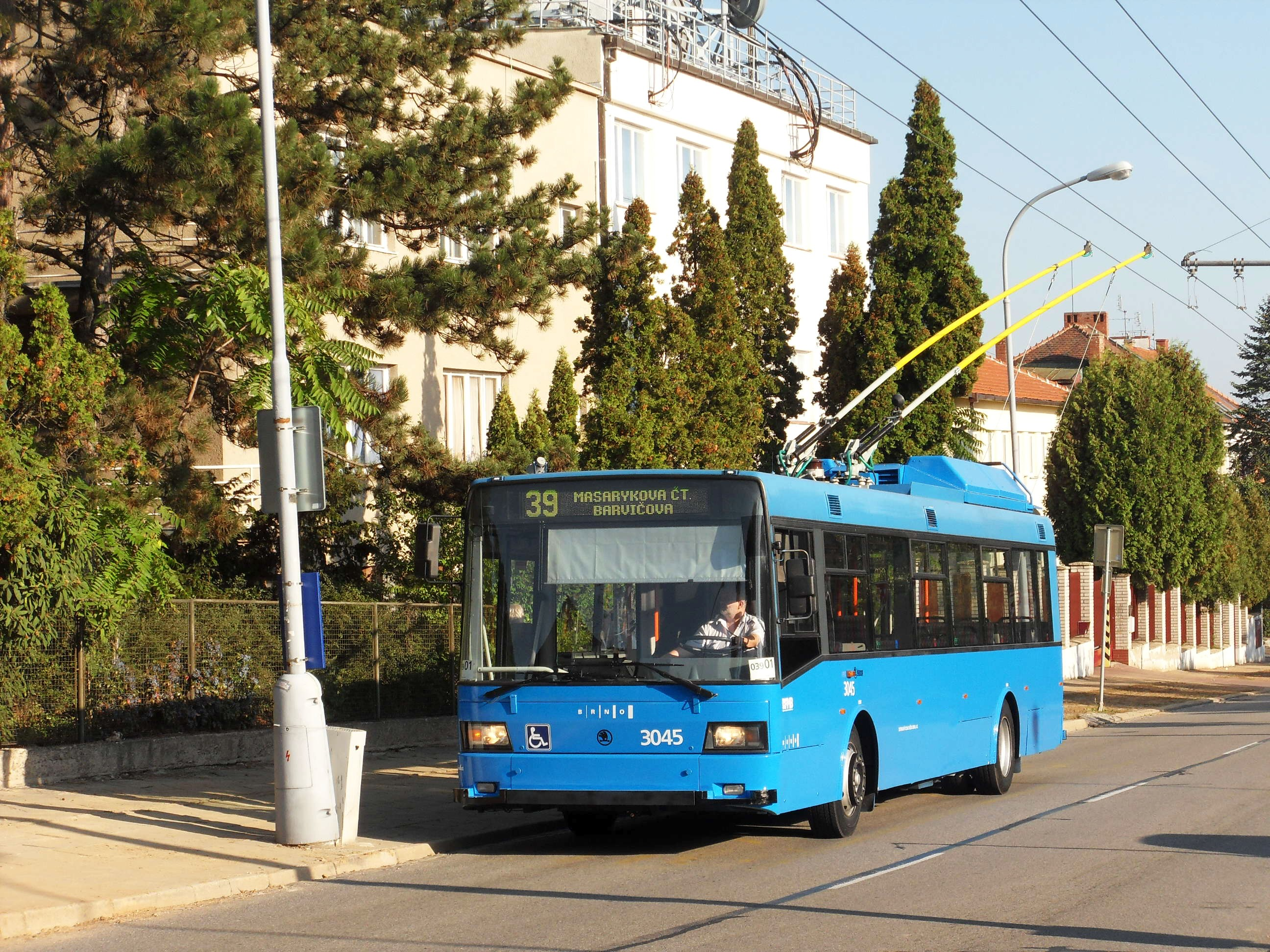
Trolejbus Škoda 21Tr obsluhující zastávku Soukopova na lince 39 (2011)

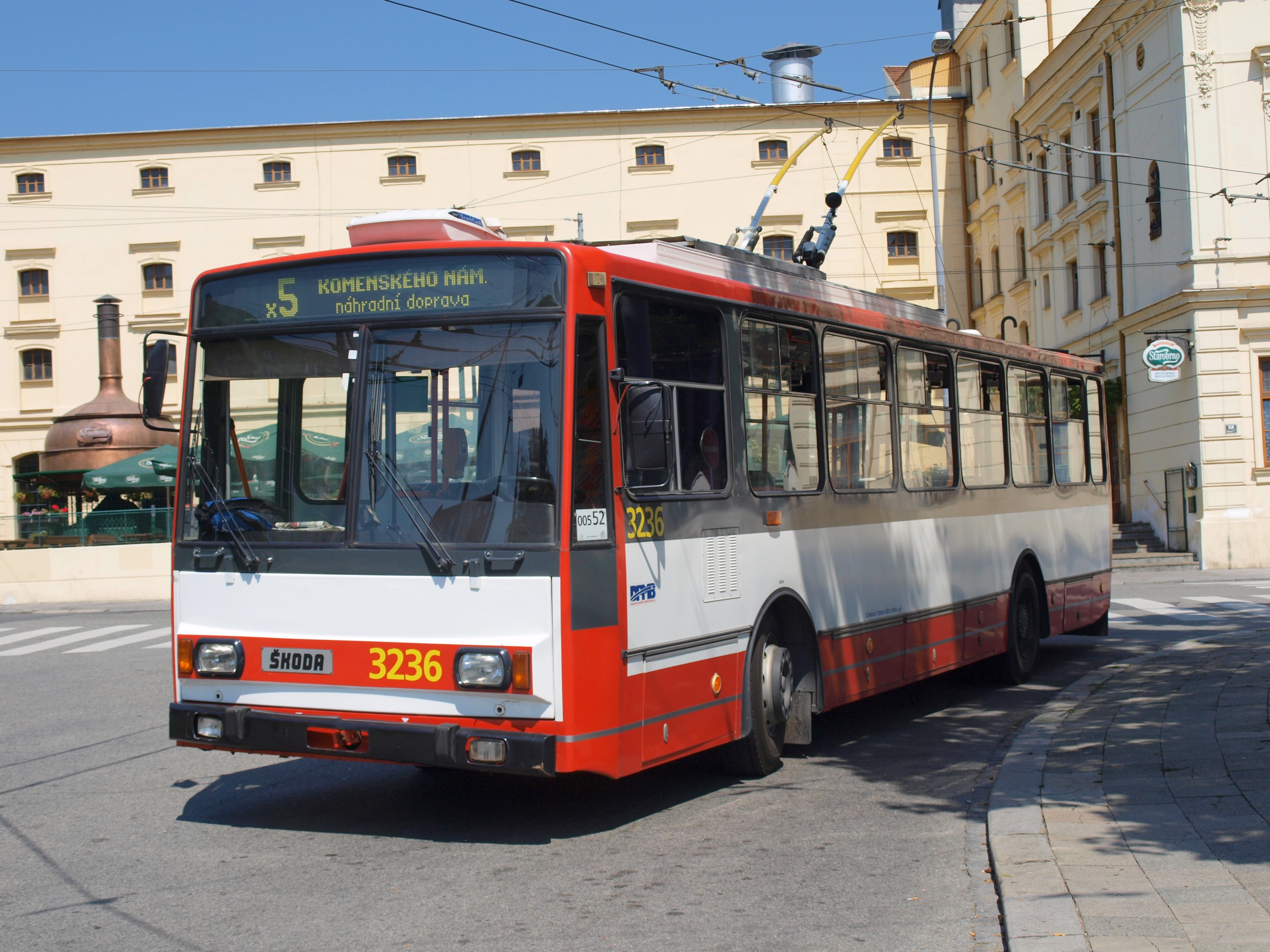
Částečně modernizovaný trolejbus Škoda 14Tr na Mendlově náměstí během provozu speciální výlukové linky x5 (2009)

Seznam trolejbusových linek v Brně zahrnuje všechny pravidelně provozované linky trolejbusové dopravy v Brně od začátku provozu v roce 1949 do současnosti. Obsahuje rovněž i shrnutí některých speciálních výlukových linek v průběhu 20. a 21. století. Do roku 1974 jsou trasy linek určeny ulicemi s dobovými názvy, jejich současné názvy jsou uvedeny kurzívou v závorkách. Od roku 1975 jsou vždy vyjmenovány dobovými názvy všechny zastávky na trase, současné pojmenování kurzívou se opět následně nachází v závorce. V tabulkách je uvedena vždy nejdelší trasa linky, některé její spoje mohly (mohou) v různou denní dobu končit v nácestných smyčkách.

## Historický přehled

### 20. století
První tři trolejbusové linky vznikly v Brně při zprovoznění tří samostatných radiálních tratí během roku 1949. Jako první byl 30. července toho roku zahájen provoz na trati od hlavního nádraží do Slatiny, kde začala jezdit linka č. 21. Další dvě linky obdržely následující čísla 22 a 23, přičemž tramvajových linek, které v Brně nesou tradičně čísla počínaje jedničkou, existovalo v té době deset (linky č. 1–10). V následujících 19 letech nebyly v oblasti linkového vedení trolejbusů prováděny žádné změny, nadále existovaly tři linky, u kterých došlo pouze k několika přeložkám či prodloužením tratí.
Roku 1968 byl zastaven provoz na lince č. 23 z Komárova do Tuřan, kde byly trolejbusy nahrazeny autobusovou linkou. Druhá polovina 60. let byla v Československu obdobím, kdy se počítalo s omezováním a rušením trolejbusové dopravy v celé republice, neboť byl dostatek ropy ze Sovětského svazu a Karosa začala masově vyrábět nové městské autobusy ŠM 11. V Brně tak zůstaly pouze dvě trolejbusové linky čísel 21 a 22, jejichž osud byl nejasný.
Roku 1969 byly po několika letech zakoupeny nové trolejbusy, jimiž byl obnoven vozový park, a začalo se uvažovat o stavbě nových tratí. V průběhu 70. a začátku 80. let došlo v Brně k velkému rozmachu trolejbusové dopravy, neboť v té době vzniklo několik nových tratí především do nově stavěných sídlišť. Jako první byly v roce 1971 zprovozněny linky č. 24 a 35 do Žabovřesk, přičemž 1. ledna 1972 došlo k přečíslování původních linek 21, 22 a 24 na čísla 31, 32 a 34. Důvodem bylo předpokládané zvýšení počtu tramvajových linek, kterých v roce 1972 bylo již 17. V roce 1974 následovala nová linka ke slatinskému nádraží, která obsadila volné číslo 33, roku 1975 linka číslo 37 do Kohoutovic, o rok později linka číslo 36 do Komína a v roce 1979 linka 38 do Nového Lískovce. V roce 1981 začaly trolejbusy jezdit i na linkách číslo 39 do Jiráskovy (dnes Masarykovy) čtvrti a 140 do Bystrce. K 1. lednu 1982 došlo k druhému přečíslování, čísla linek byla zvednuta o 100 (31–39 → 131–139), neboť číslem 40 již byla označena první městská autobusová linka.
V roce 1982 vznikla linka č. 141 vedoucí do slatinského sídliště a další tři nové linky, které se však tehdejšímu značení vymykaly. Linka 39A začala jezdit po již druhé trati do tehdejší Jiráskovy čtvrti, přičemž velkou část trasy měla společnou právě s linkou č. 139. V případě linek 37A, která navazovala na stejně označenou linku, jež krátce existovala roku 1979, a 38A se jednalo o posilové linky svých „mateřských“ linek 137 a 138, které jezdily po delší trase než tyto nově zavedené. Tyto tři linky ale byly již v roce 1983 přeznačeny na standardní označení a dostaly nová čísla následující po posledním obsazeném čísle 141: z linky 37A se stala linka 142, z 38A linka 143 a z 39A linka 144. Linka číslo 145 zahájila provoz na nové trati do Starého Lískovce (konečná však byla tehdy označena jako Bohunice) roku 1983, poslední dvě linky č. 146 do Fučíkovy (dnes Štefánikovy) čtvrti a č. 147 na sídliště Vinohrady byly zprovozněny během roku 1987. Tím bylo dosaženo nejvyšší číslo pravidelné trolejbusové linky v Brně, v roce 1987 tak existovalo 17 samostatných trolejbusových linek s čísly 131–147.
Na podzim 1987 došlo k prvnímu zrušení linky č. 135, která byla v Žabovřeskách nahrazena prodlouženou linkou 134. Číslo 135 se ale o necelý rok později objevilo na trolejbusech nové posilové linky na Vinohrady, která fungovala další čtyři roky. Po roce 1990 došlo k racionalizaci provozu, v průběhu 90. let byly postupně zrušeny linky čísel 135 (roku 1992 ale byla obnovena v trase do sídliště Kamenný Vrch), 146, 140 (kvůli dlouhodobé výluce nahrazena autobusovou linkou 140, která, i přes ukončení výluky, fungovala až do roku 2000, což bylo částečně zapříčiněno i nedostatkem trolejbusů), 138, 143, 133 a 137. V případě samotných tratí ale byly až na výjimky zrušeny jen některé kratší úseky, většina zrušených linek byla nahrazena těmi stávajícími. V roce 1994 byla naopak linka č. 145 významně prodloužena o polookružní úsek přes severní část širšího centra Brna až na Vinohrady. Toto spojení si cestující natolik oblíbili, že zde byla zřízena ještě nová linka č. 146, která se od linky 145 trasově lišila pouze v koncové oblasti Nového a Starého Lískovce.
Zásadní reorganizace brněnské MHD v roce 1995 se trasování trolejbusových linek nijak nedotkla. V roce 2000 byl po devíti letech opětovně zahájen provoz na částečně přesměrované trolejbusové lince 140, která od té doby vytváří tangenciální spojení mezi Bystrcí a Královým Polem.

### 21. století
Dne 1. září 2003 došlo v souvislosti s chystaným zavedením Integrovaného dopravního systému Jihomoravského kraje k přečíslování všech trolejbusových linek, jejich trasování se ale nezměnilo. Provozním linkám v intervalu 131–139 bylo číslo zase sníženo o 100 (nově č. 31, 32, 34, 35, 36, 39), linky 140–142 a 144–147 byly přečíslovány v tomto pořadí: 30, 33, 37, 38, 25, 26, 27. Jednalo se tedy o spojitou řadu 25–39 s vynecháním čísel 28 a 29.
Větší změny v linkovém vedení trolejbusů nastaly v souvislosti se stavbou mimoúrovňové křižovatky Hlinky (součást velkého městského okruhu) v letech 2004–2007, kdy probíhala rozsáhlá dlouhodobá výluka na několika autobusových i trolejbusových linkách. Některé tyto změny tras ale byly natolik úspěšné, že byly ponechány. V případě trolejbusů se jednalo o zrušení linky č. 35, jež byla nahrazena kratším intervalem linky 26, a zavedení nové pravidelné linky č. 29, která vznikla přečíslováním původně výlukové linky x25.
Další významnější úpravy nastaly na začátku roku 2013 – vznikla linka č. 35 spojující Mendlovo náměstí a Masarykovu čtvrť, která částečně nahradila zrušenou autobusovou linku č. 51, a naopak byla zrušena linka č. 29, přičemž jako její částečná náhrada byla z Kohoutovic do Starého Lískovce prodloužena linka č. 37. Trať zrušené linky 29 po ulici Veslařské zůstala v provozu jen jako manipulační (do vozovny Komín) a pro sezónní historickou trolejbusovou linku H24.
V roce 2020 byla zrušena linka č. 27, která byla nahrazena závlekem většiny spojů linek č. 25 a 26 na přestupní uzel Stará osada. Z důvodu výstavby velkého městského okruhu v oblasti Tomkova náměstí však byly linky č. 25 a 26 v roce 2022 dočasně zkráceny do Černých Polí, a pro obsluhu Vinohrad a Líšně došlo k obnovení linky č. 27. Roku 2024 byla linka č. 30 prodloužena z Králova Pole do Soběšic coby pilotní projekt pravidelného provozu parciálních trolejbusů.
Od roku 2022 je v Brně v provozu celkem 13 pravidelných trolejbusových linek s čísly 25–27 a 30–39. Nejvytíženějšími jsou linky 25 a 26, které v roce 2011 společně zajišťovaly přibližně 30 % přepravních výkonů brněnské trolejbusové dopravy.
| Č. | Trasa (trvalý bezvýlukový stav)                              | Délka (v km) |
| --- | ------------------------------------------------------------ | ------------ |
| 25 | Starý Lískovec, Osová – Líšeň, Jírova                        | 18,34        |
| 26 | Nový Lískovec, Kamenný vrch – Štefánikova čtvrť              | 10,76        |
| 27 | Stará osada – Líšeň, Jírova                                  | 6,61         |
| 30 | Bystrc, Černého – Královo Pole, nádraží – Soběšice, Klarisky | 14,25        |
| 31 | Hlavní nádraží – Šlapanice, Kalvodova                        | 9,63         |
| 32 | Česká – Královo Pole, Srbská                                 | 4,22         |
| 33 | Hlavní nádraží – Slatina, sídliště                           | 6,37         |
| 34 | Česká – Žabovřesky, Vychodilova                              | 4,23         |
| 35 | Mendlovo náměstí – Masarykova čtvrť, Barvičova               | 3,15         |
| 36 | Česká – Komín, sídliště                                      | 7,16         |
| 37 | Mendlovo náměstí – Nemocnice Bohunice                        | 10,34        |
| 38 | Komenského náměstí – Masarykova čtvrť, Preslova              | 2,90         |
| 39 | Komenského náměstí – Masarykova čtvrť, Barvičova             | 2,68         |
| Z celkové délky linky č. 31 (9,63 km) vede 1,80 km na území města Šlapanice. Úsek Královo Pole, nádraží – Soběšice, Klarisky délky 5,80 km je na lince č. 30 obsluhován výhradně parciálními trolejbusy. |                                                              |              |

| Č.  | Trasa                                      | Délka (v km) | Poznámky                                    |
| --- | ------------------------------------------ | ------------ | ------------------------------------------- |
| H24 | Mendlovo náměstí – Žabovřesky, Vychodilova | 7,02         | nostalgická linka, v provozu v letní sezóně |

## Současné linky

### Linka 25
| Číslo | Od data            | Změna | Trasa | Zdroj         |
| ----- | ------------------ | --- | --- | ------------- |
| 145   | 23. prosince 1983  | zahájení provozu                                                                                            | Mendlovo náměstí – Výstaviště (Výstaviště, hlavní vstup) – Pisárky – Pisárky, jesle (později Pisárecká; za Střelnicí v ulici Pisárecká) – Lesní – Kluchova – Raisova – Kamenice (Čtvrtě) – Dálniční přivaděč (ulice Jihlavská) – Zápotockého (Pod Nemocnicí) – Sverdlovova (Vltavská) – Kujbyševova (křižovatka Labská × Oderská) – Bohunice, Kalininova (Starý Lískovec, Labská) | [ 24 ] [ 25 ] |
| 145   | 1. února 1985      | prodloužení                                                                                                 | Komenského náměstí – Úvoz – Tvrdého (pouze zpět; v provozu v jízdním řádu 1990) – Mendlovo náměstí – Výstaviště (Výstaviště, hlavní vstup) – Pisárky – Pisárky, jesle (později Pisárecká; za Střelnicí v ulici Pisárecká) – Lesní – Kluchova – Raisova – Kamenice (Čtvrtě) – Internát (Univerzitní kampus; v provozu na plánu města 1988 a v jízdním řádu 1990) – Dálniční přivaděč (ulice Jihlavská) – Zápotockého (Pod Nemocnicí) – Sverdlovova (Vltavská) – Kujbyševova (pouze zpět; křižovatka Labská × Oderská) – Bohunice, Kalininova (Starý Lískovec, Labská) | [ 24 ] [ 25 ] |
| 145   | 1. září 1990       | zkrácení | Mendlovo náměstí – Výstaviště (Výstaviště, hlavní vstup) – Pisárky – Pisárky, jesle (později Pisárecká; za Střelnicí v ulici Pisárecká) – Lesní – Kluchova – Raisova – Kamenice (Čtvrtě) – Internát (Univerzitní kampus) – Dálniční přivaděč (ulice Jihlavská) – Zápotockého (Pod Nemocnicí) – Sverdlovova (Vltavská) – Kujbyševova (pouze zpět; křižovatka Labská × Oderská) – Bohunice, Kalininova (Starý Lískovec, Labská) | [ 25 ] [ 26 ] |
| 145   | 1. září 1993       | změna trasy                                                                                                 | Mendlovo náměstí – Výstaviště (Výstaviště, hlavní vstup) – Pisárky – Pisárky, jesle (později Pisárecká; za Střelnicí v ulici Pisárecká) – Lesní – Kluchova – Raisova – Kamenice (Čtvrtě) – Internát (Univerzitní kampus) – Dálniční přivaděč (ulice Jihlavská) – Pod Nemocnicí – Starý Lískovec, Osová | [ 25 ] [ 27 ] |
| 145   | 1. října 1994      | prodloužení                                                                                                 | Vinohrady, Pálavské náměstí – Bzenecká – Prušánecká – Vlčnovská – Akátky – Údolíček – Židenice, kasárna – Tomkovo náměstí – Merhautova – Provazníkova – Lesnická – Zimní stadion (Za Lužánkami) – Pionýrská – Konečného náměstí – Úvoz – Tvrdého (pouze zpět) – Mendlovo náměstí – Výstaviště (Výstaviště, hlavní vstup) – Pisárky – Pisárky, jesle (později Pisárecká; za Střelnicí v ulici Pisárecká) – Lesní – Kluchova – Raisova – Kamenice (Čtvrtě) – Internát (Univerzitní kampus) – Dálniční přivaděč (ulice Jihlavská) – Pod Nemocnicí – Starý Lískovec, Osová | [ 13 ]        |
| 145   | 1998               | (trasa) | Vinohrady, Pálavské náměstí – Bzenecká – Prušánecká – Vlčnovská – Akátky – Údolíček – Židenice, kasárna – Tomkovo náměstí – Merhautova – Provazníkova – Lesnická – Zimní stadion (Za Lužánkami) – Pionýrská – Konečného náměstí – Úvoz – Tvrdého (pouze zpět) – Mendlovo náměstí – Výstaviště (Výstaviště, hlavní vstup) – Pisárky – Pisárecká – Lesní – Kluchova – Raisova – Čtvrtě – Netroufalky (Univerzitní kampus) – Dálniční přivaděč (ulice Jihlavská) – Pod Nemocnicí – Starý Lískovec, Osová | [ 28 ]        |
| 145   | 1. září 2000       | prodloužení                                                                                                 | Novolíšeňská – Čejkovická – Bořetická – Mutěnická – Pálavské náměstí – Bzenecká – Prušánecká – Vlčnovská – Akátky – Údolíček – Svatoplukova (pouze tam) – Stará osada – Svatoplukova (pouze zpět) – Židenice, kasárna – Tomkovo náměstí – Merhautova – Provazníkova – Lesnická – Zimní stadion (Za Lužánkami) – Pionýrská – Konečného náměstí – Čápkova (v provozu od 1. září 2001) – Úvoz – Tvrdého (pouze zpět) – Mendlovo náměstí – Výstaviště (Výstaviště, hlavní vstup) – Pisárky – Pisárecká – Lesní – Kluchova – Raisova – Čtvrtě – Netroufalky (Univerzitní kampus) – Nemocnice Bohunice (do 1. července 2000 Dálniční přivaděč) – Pod Nemocnicí – Starý Lískovec, Osová                                                                                            | [ 30 ]        |
| 25    | 1. září 2003       | změna čísla                                                                                                 | Novolíšeňská – Čejkovická – Bořetická – Mutěnická – Pálavské náměstí – Bzenecká – Prušánecká – Vlčnovská – Akátky – Údolíček – Svatoplukova (pouze tam) – Stará osada – Svatoplukova (pouze zpět) – Židenice, kasárna – Tomkovo náměstí – Merhautova – Provazníkova – Lesnická – Zimní stadion (Za Lužánkami) – Pionýrská – Konečného náměstí – Čápkova – Úvoz – Tvrdého (pouze zpět) – Mendlovo náměstí – Výstaviště, hlavní vstup (do 29. června 2007 Výstaviště) – Lipová (Arena Brno; v provozu od 30. června 2007) – Pisárky – Pisárecká – Lesní – Kluchova – Raisova – Čtvrtě – Univerzitní kampus (do 31. srpna 2007 Netroufalky) – Nemocnice Bohunice – Pod Nemocnicí – Starý Lískovec, Osová                                                                       | [ 16 ]        |
|       |                    | výluka od 1. září 2004 do 31. srpna 2007: linka mimo provoz                                                 | výluka od 1. září 2004 do 31. srpna 2007: linka mimo provoz | [ 17 ] [ 34 ] |
| 25    | 14. prosince 2008  | změna trasy                                                                                                 | varianta: Novolíšeňská – Čejkovická – Bořetická – Mutěnická – Pálavské náměstí – Bzenecká – Prušánecká – Vlčnovská – Akátky – Údolíček – Svatoplukova (pouze tam) – Stará osada – Svatoplukova (pouze zpět) – Židenice, kasárna – Tomkovo náměstí varianta: Vozovna Husovice – Náměstí Republiky – Tomkovo náměstí – Merhautova – Provazníkova – Lesnická – Zimní stadion (Za Lužánkami) – Pionýrská – Konečného náměstí – Čápkova – Úvoz – Tvrdého (pouze zpět) – Mendlovo náměstí – Výstaviště, hlavní vstup – Lipová (Arena Brno) – Pisárky – Anthropos (v provozu od 1. ledna 2013) – Pisárecká (v provozu do 31. prosince 2012) – Lesní – Kluchova – Raisova – Čtvrtě – Univerzitní kampus – Nemocnice Bohunice – Pod Nemocnicí – Starý Lískovec, Osová                | [ 35 ]        |
| 25    | 30. listopadu 2019 | prodloužení                                                                                                 | varianta: Líšeň, Jírova – Rotreklova – Bartákova – Novolíšeňská – Čejkovická – Bořetická – Mutěnická – Pálavské náměstí – Bzenecká – Prušánecká – Vlčnovská – Akátky – Údolíček – Svatoplukova (pouze tam) – Stará osada – Svatoplukova (pouze zpět) – Židenice, kasárna – Tomkovo náměstí varianta: Vozovna Husovice – Náměstí Republiky – Tomkovo náměstí – Merhautova – Provazníkova – Lesnická – Za Lužánkami (do 31. srpna 2024 Zimní stadion) – Pionýrská – Konečného náměstí – Čápkova – Úvoz – Tvrdého (pouze zpět) – Mendlovo náměstí – Výstaviště, hlavní vstup – Arena Brno (do 31. srpna 2024 Lipová) – Pisárky – Anthropos – Pisárecká – Lesní – Kluchova – Raisova – Čtvrtě – Univerzitní kampus – Nemocnice Bohunice – Pod Nemocnicí – Starý Lískovec, Osová | [ 37 ] [ 38 ] |
|       |                    | výluka od 30. dubna 2022 do 31. května 2022: Vozovna Husovice – … – Starý Lískovec, Osová                   | výluka od 30. dubna 2022 do 31. května 2022: Vozovna Husovice – … – Starý Lískovec, Osová | [ 21 ] [ 39 ] |
|       |                    | výluka od 1. června 2022 do 14. prosince 2024: Štefánikova čtvrť – Provazníkova – … – Starý Lískovec, Osová | výluka od 1. června 2022 do 14. prosince 2024: Štefánikova čtvrť – Provazníkova – … – Starý Lískovec, Osová | [ 39 ] [ 40 ] |
| 25    | 15. prosince 2024  | změna trasy                                                                                                 | varianta: Líšeň, Jírova – Rotreklova – Bartákova – Novolíšeňská – Čejkovická – Bořetická – Mutěnická – Pálavské náměstí – Bzenecká – Prušánecká – Vlčnovská – Akátky – Údolíček – Židenice, kasárna – Tomkovo náměstí – Merhautova varianta: Štefánikova čtvrť (pouze zpět, v provozu od 31. ledna 2025) – Štefánikova čtvrť Provazníkova – Lesnická – Za Lužánkami – Pionýrská – Konečného náměstí – Čápkova – Úvoz – Tvrdého (pouze zpět) – Mendlovo náměstí – Výstaviště, hlavní vstup – Arena Brno – Pisárky – Anthropos – Pisárecká – Lesní – Kluchova – Raisova – Čtvrtě – Univerzitní kampus – Nemocnice Bohunice – Pod Nemocnicí – Starý Lískovec, Osová | [ 40 ] [ 41 ] |

### Linka 26
| Číslo | Od data            | Změna                                                                                              | Trasa | Zdroj         |
| ----- | ------------------ | -------------------------------------------------------------------------------------------------- | --- | ------------- |
| 146   | 1. prosince 1995   | zahájení provozu                                                                                   | Vinohrady, Pálavské náměstí – Bzenecká – Prušánecká – Vlčnovská – Akátky – Údolíček – Židenice, kasárna – Tomkovo náměstí – Merhautova – Provazníkova – Lesnická – Zimní stadion (Za Lužánkami) – Pionýrská – Konečného náměstí – Úvoz – Tvrdého (pouze zpět) – Mendlovo náměstí – Výstaviště (Výstaviště, hlavní vstup) – Pisárky – Pisárecká – Lesní – Kluchova – Raisova – Čtvrtě – Koniklecová – Oblá – Kamenný vrch | [ 14 ] [ 25 ] |
| 146   | 1998               | (trasa)                                                                                            | Vinohrady, Pálavské náměstí – Bzenecká – Prušánecká – Vlčnovská – Akátky – Údolíček – Židenice, kasárna – Tomkovo náměstí – Merhautova – Provazníkova – Lesnická – Zimní stadion (Za Lužánkami) – Pionýrská – Konečného náměstí – Úvoz – Tvrdého (pouze zpět) – Mendlovo náměstí – Výstaviště (Výstaviště, hlavní vstup) – Pisárky – Pisárecká – Lesní – Kluchova – Raisova – Čtvrtě – Koniklecová – Oblá – Kamenný vrch | [ 28 ]        |
| 146   | 1. září 2000       | prodloužení                                                                                        | Novolíšeňská – Čejkovická – Bořetická – Mutěnická – Pálavské náměstí – Bzenecká – Prušánecká – Vlčnovská – Akátky – Údolíček – Svatoplukova (pouze tam) – Stará osada – Svatoplukova (pouze zpět) – Židenice, kasárna – Tomkovo náměstí – Merhautova – Provazníkova – Lesnická – Zimní stadion (Za Lužánkami) – Pionýrská – Konečného náměstí – Čápkova (v provozu od 1. září 2001) – Úvoz – Tvrdého (pouze zpět) – Mendlovo náměstí – Výstaviště (Výstaviště, hlavní vstup) – Pisárky – Pisárecká – Lesní – Kluchova – Raisova – Čtvrtě – Koniklecová – Oblá – Kamenný vrch | [ 30 ]        |
| 26    | 1. září 2003       | změna čísla                                                                                        | Novolíšeňská – Čejkovická – Bořetická – Mutěnická – Pálavské náměstí – Bzenecká – Prušánecká – Vlčnovská – Akátky – Údolíček – Svatoplukova (pouze tam) – Stará osada – Svatoplukova (pouze zpět) – Židenice, kasárna – Tomkovo náměstí – Merhautova – Provazníkova – Lesnická – Zimní stadion (Za Lužánkami) – Pionýrská – Konečného náměstí – Čápkova – Úvoz – Tvrdého (pouze zpět) – Mendlovo náměstí – Výstaviště, hlavní vstup (do 29. června 2007 Výstaviště) – Lipová (Arena Brno; v provozu od 30. června 2007) – Pisárky – Anthropos (v provozu od 1. ledna 2013) – Pisárecká (v provozu do 31. prosince 2012) – Lesní – Kluchova – Raisova – Čtvrtě – Koniklecová – Oblá – Kamenný vrch                             | [ 16 ]        |
|       |                    | výluka od 1. září 2004 do 29. června 2007: Novolíšeňská – … – Mendlovo náměstí                     | výluka od 1. září 2004 do 29. června 2007: Novolíšeňská – … – Mendlovo náměstí | [ 33 ] [ 34 ] |
| 26    | ?                  | změna trasy                                                                                        | varianta: Novolíšeňská – Čejkovická – Bořetická – Mutěnická – Pálavské náměstí – Bzenecká – Prušánecká – Vlčnovská – Akátky – Údolíček – Svatoplukova (pouze tam) – Stará osada – Svatoplukova (pouze zpět) – Židenice, kasárna – Tomkovo náměstí varianta: Vozovna Husovice – Náměstí Republiky – Tomkovo náměstí – Merhautova – Provazníkova – Lesnická – Zimní stadion (Za Lužánkami) – Pionýrská – Konečného náměstí – Čápkova – Úvoz – Tvrdého (pouze zpět) – Mendlovo náměstí – Výstaviště, hlavní vstup – Lipová (Arena Brno) – Pisárky – Anthropos (v provozu od 1. ledna 2013) – Pisárecká (v provozu do 31. prosince 2012) – Lesní – Kluchova – Raisova – Čtvrtě – Koniklecová – Oblá – Kamenný vrch                |               |
| 26    | 30. listopadu 2019 | prodloužení                                                                                        | varianta: Líšeň, Jírova – Rotreklova – Bartákova – Novolíšeňská – Čejkovická – Bořetická – Mutěnická – Pálavské náměstí – Bzenecká – Prušánecká – Vlčnovská – Akátky – Údolíček – Svatoplukova (pouze tam) – Stará osada – Svatoplukova (pouze zpět) – Židenice, kasárna – Tomkovo náměstí varianta: Vozovna Husovice – Náměstí Republiky – Tomkovo náměstí – Merhautova – Provazníkova – Lesnická – Za Lužánkami (do 31. srpna 2024 Zimní stadion) – Pionýrská – Konečného náměstí – Čápkova – Úvoz – Tvrdého (pouze zpět) – Mendlovo náměstí – Výstaviště, hlavní vstup – Arena Brno (do 31. srpna 2024 Lipová) – Pisárky – Anthropos – Pisárecká – Lesní – Kluchova – Raisova – Čtvrtě – Koniklecová – Oblá – Kamenný vrch | [ 37 ] [ 38 ] |
|       |                    | výluka od 30. dubna 2022 do 31. května 2022: Vozovna Husovice – … – Kamenný vrch                   | výluka od 30. dubna 2022 do 31. května 2022: Vozovna Husovice – … – Kamenný vrch | [ 21 ] [ 39 ] |
|       |                    | výluka od 1. června 2022 do 14. prosince 2024: Štefánikova čtvrť – Provazníkova – … – Kamenný vrch | výluka od 1. června 2022 do 14. prosince 2024: Štefánikova čtvrť – Provazníkova – … – Kamenný vrch | [ 39 ] [ 40 ] |
| 26    | 15. prosince 2024  | změna trasy                                                                                        | Štefánikova čtvrť – Provazníkova – Lesnická – Za Lužánkami – Pionýrská – Konečného náměstí – Čápkova – Úvoz – Tvrdého (pouze zpět) – Mendlovo náměstí – Výstaviště, hlavní vstup – Arena Brno – Pisárky – Anthropos – Pisárecká – Lesní – Kluchova – Raisova – Čtvrtě – Koniklecová – Oblá – Kamenný vrch | [ 40 ]        |
| 26    | 31. ledna 2025     | prodloužení                                                                                        | Štefánikova čtvrť (pouze zpět) – Štefánikova čtvrť – Provazníkova – Lesnická – Za Lužánkami – Pionýrská – Konečného náměstí – Čápkova – Úvoz – Tvrdého (pouze zpět) – Mendlovo náměstí – Výstaviště, hlavní vstup – Arena Brno – Pisárky – Anthropos – Pisárecká – Lesní – Kluchova – Raisova – Čtvrtě – Koniklecová – Oblá – Kamenný vrch | [ 41 ]        |

### Linka 27
| Číslo | Od data        | Změna | Trasa | Zdroj  |
| ----- | -------------- | --- | --- | ------ |
| 147   | 31. srpna 1987 | zahájení provozu                                                                                         | Židenice, Stará osada – Svatoplukova – Akátky – Borky (ulice Rokytova) – Vlčnovská – Prušánecká – Bzenecká – Vinohrady, Pálavské náměstí                                                                                  | [ 10 ] |
| 147   | 1. října 1988  | prodloužení                                                                                              | Židenice, Stará osada – Svatoplukova – Akátky – Borky (ulice Rokytova) – Vlčnovská – Prušánecká – Bzenecká – Pálavské náměstí – Mutěnická – Bořetická – Čejkovická – Líšeň, Vítězného února (Novolíšeňská)                | [ 10 ] |
| 147   | 1998           | (trasa)                                                                                                  | Židenice, Stará osada – Svatoplukova (pouze zpět) – Údolíček (pouze tam) – Akátky – Vlčnovská – Prušánecká – Bzenecká – Pálavské náměstí – Mutěnická – Bořetická – Čejkovická – Novolíšeňská                              | [ 28 ] |
| 147   | 1. září 2000   | zkrácení                                                                                                 | Židenice, Stará osada – Svatoplukova (pouze zpět) – Údolíček – Akátky – Vlčnovská – Prušánecká – Bzenecká – Vinohrady, Pálavské náměstí                                                                                   | [ 30 ] |
| 27    | 1. září 2003   | změna čísla                                                                                              | Židenice, Stará osada – Svatoplukova (pouze zpět) – Údolíček – Akátky – Vlčnovská – Prušánecká – Bzenecká – Vinohrady, Pálavské náměstí                                                                                   | [ 16 ] |
|       |                | výluka od 22. října 2018 do 30. listopadu 2019: linka nahrazena autobusovou linkou x27 v odklonové trase | výluka od 22. října 2018 do 30. listopadu 2019: linka nahrazena autobusovou linkou x27 v odklonové trase | [ 42 ] |
| 27    | 1. září 2020   | linka zrušena                                                                                            | — | [ 20 ] |
| 27    | 30. dubna 2022 | zahájení provozu                                                                                         | Židenice, Stará osada – Svatoplukova (pouze zpět) – Údolíček – Akátky – Vlčnovská – Prušánecká – Bzenecká – Pálavské náměstí – Mutěnická – Bořetická – Čejkovická – Novolíšeňská – Bartákova – Rotreklova – Líšeň, Jírova | [ 21 ] |

### Linka 30
| Číslo | Od data           | Změna | Trasa | Zdroj         |
| ----- | ----------------- | --- | --- | ------------- |
| 140   | 23. prosince 1981 | zahájení provozu | Česká – Smetanova – Sušilova (na plánu města 1984 jako Sokolská) – Klusáčkova – Tererova – Moskevská (Skácelova) – Záhřebská – Přívrat – Vrázova – Štursova – Hlavní (Podveská) – Svratecká – Branka – Bystrc, most (Náměstí 28. dubna) – Vondrákova – Laštůvkova – Bystrc, Černého (Filipova) | [ 6 ]         |
|       |                   | výluka od 23. prosince 1981 do 12. srpna 1983: Česká – Sokolská (křižovatka Veveří × Sokolská) – Nerudova – Klusáčkova – … – Bystrc, Černého (Filipova)                                                      | výluka od 23. prosince 1981 do 12. srpna 1983: Česká – Sokolská (křižovatka Veveří × Sokolská) – Nerudova – Klusáčkova – … – Bystrc, Černého (Filipova) | [ 8 ]         |
|       |                   | výluka od 17. srpna 1983 do 27. dubna 1984: Česká – … – Klusáčkova – Kim Ir-Senova (Spojovací) – Fenjanská (Jindřichova) – Náměstí Svornosti – Makovského náměstí – Přívrat – … – Bystrc, Černého (Filipova) | výluka od 17. srpna 1983 do 27. dubna 1984: Česká – … – Klusáčkova – Kim Ir-Senova (Spojovací) – Fenjanská (Jindřichova) – Náměstí Svornosti – Makovského náměstí – Přívrat – … – Bystrc, Černého (Filipova) | [ 24 ]        |
| 140   | 28. června 1985   | prodloužení | Česká – Smetanova – Sušilova – Klusáčkova – Tererova – Moskevská (Skácelova) – Záhřebská – Přívrat – Vrázova – Štursova – Hlavní (Podveská) – Svratecká – Branka – Bystrc, most (Náměstí 28. dubna) – Vondrákova – Laštůvkova – Filipova – Bystrc, Černého | [ 43 ]        |
| 140   | 6. srpna 1991     | linka zrušena (zcela nahrazena autobusovou linkou 140) | — | [ 44 ]        |
| 140   | 7. listopadu 2000 | zahájení provozu | Královo Pole, nádraží – Semilasso – Husitská – Slovanské náměstí – Skácelova – Záhřebská – Přívrat – Vrázova – Štursova – Podveská – Svratecká – Lísky – Podlesí – Kamenolom – Náměstí 28. dubna – Vondrákova – Laštůvkova – Filipova – Bystrc, Černého | [ 15 ] [ 45 ] |
| 30    | 1. září 2003      | změna čísla | Královo Pole, nádraží – Semilasso – Husitská – Slovanské náměstí – Skácelova – Záhřebská – Přívrat – Vrázova – Štursova – Podveská – Svratecká – Lísky – Podlesí – Kamenolom – Náměstí 28. dubna – Vondrákova – Laštůvkova – Filipova – Bystrc, Černého | [ 16 ]        |
|       |                   | výluka od 14. února 2006 do 29. září 2006: Slovanské náměstí – … – Bystrc, Černého | výluka od 14. února 2006 do 29. září 2006: Slovanské náměstí – … – Bystrc, Černého | [ 46 ] [ 47 ] |
|       |                   | výluka od 8. března 2009 do 31. října 2011: Žabovřesky, Vychodilova – Přívrat – … – Bystrc, Černého | výluka od 8. března 2009 do 31. října 2011: Žabovřesky, Vychodilova – Přívrat – … – Bystrc, Černého | [ 48 ] [ 49 ] |
| 30    | 13. prosince 2015 | změna trasy | Královo Pole, nádraží – Semilasso – Husitská – Slovanské náměstí – Skácelova – Záhřebská – Přívrat – Vrázova – Štursova – Podveská – Svratecká – Lísky – Podlesí – Kamenolom – Zoologická zahrada (pouze tam) – Náměstí 28. dubna – Vondrákova – Laštůvkova – Filipova – Bystrc, Černého | [ 50 ]        |
| 30    | 27. dubna 2024    | prodloužení (parciální trolejbusy) | Soběšice, Klarisky – Rozárka (pouze zpět) – Na kovárně – Dohnalova – Útěchovská – Myslivecký stadion – Hamerláky – Sadová – Moskalykova – Högrova – Mojmírovo náměstí – Královo Pole, nádraží – Semilasso – Husitská – Slovanské náměstí – Skácelova – Záhřebská – Přívrat – Vrázova – Štursova – Podveská – Svratecká – Lísky – Podlesí – Kamenolom – Zoologická zahrada (pouze tam) – Náměstí 28. dubna – Vondrákova – Laštůvkova – Filipova – Bystrc, Černého | [ 51 ]        |

### Linka 31
| Číslo | Od data           | Změna | Trasa | Zdroj         |
| ----- | ----------------- | --- | --- | ------------- |
| 21    | 30. července 1949 | zahájení provozu | Nádraží (Hlavní nádraží) – Křenová – Olomoucká – Tilhonova – Slatina (Přemyslovo náměstí) | [ 1 ]         |
| 21    | 21. května 1954   | prodloužení | Nádraží (Hlavní nádraží) – … – Slatina (Přemyslovo náměstí) – … – Šlapanice, Kalvodova – Šlapanice (Šlapanice, Riegrova) | [ 52 ]        |
| 31    | 1. ledna 1972     | změna čísla | Hlavní nádraží – … – Šlapanice (Šlapanice, Riegrova) | [ 3 ]         |
| 31    | 18. května 1974   | změna trasy | Hlavní nádraží – … – Černovičky – Řípská – Slatina, škola (Přemyslovo náměstí) – … – Šlapanice (Šlapanice, Riegrova) | [ 4 ]         |
| 31    | 1975              | (trasa) | Hlavní nádraží – Šmeralovy závody (Masná) – Olomoucká (Životského) – Spáčilova – Staré letiště – Černovičky – Vlárská – Brněnky – Řípská – Tuřanka (Křehlíkova) – Slatina, škola (Přemyslovo náměstí) – Krejčího – Hraničky – Šlapanice, sídliště – Šlapanice, Čechova – Šlapanice, Leninova (Šlapanice, Kalvodova) – Šlapanice (Šlapanice, Riegrova) | [ 53 ]        |
| 31    | 9. března 1976    | zkrácení | Hlavní nádraží – Šmeralovy závody (Masná) – Olomoucká (Životského) – Spáčilova – Staré letiště – Černovičky – Vlárská – Brněnky – Řípská – Tuřanka (Křehlíkova) – Slatina, škola (Přemyslovo náměstí) – Krejčího – Hraničky – Šlapanice, sídliště – Šlapanice, Čechova – Šlapanice (Šlapanice, Kalvodova) | [ 5 ]         |
|       |                   | výluka od 29. dubna 1981 do 31. prosince 1981: Špitálka (křižovatka Špitálka × Podnásepní) – Šmeralovy závody (Masná) – … – Šlapanice (Šlapanice, Kalvodova) | výluka od 29. dubna 1981 do 31. prosince 1981: Špitálka (křižovatka Špitálka × Podnásepní) – Šmeralovy závody (Masná) – … – Šlapanice (Šlapanice, Kalvodova) | [ 6 ]         |
| 131   | 1. ledna 1982     | změna čísla | Hlavní nádraží – Šmeralovy závody (Masná) – Olomoucká (Životského) – Spáčilova – Učiliště (Olomoucká, u školy; v provozu na plánech města 1984 a 1988 a v jízdním řádu 1990) – Staré letiště – Černovičky – Vlárská – Brněnky – Řípská– Slatina, nádraží (závlek od 1. dubna 1983) – Tuřanka (Křehlíkova) – Slatina, škola (Přemyslovo náměstí) – Krejčího – Hraničky – Šlapanice, sídliště – Šlapanice, Čechova – Šlapanice (Šlapanice, Kalvodova) | [ 6 ]         |
|       |                   | výluka od 1. ledna 1982 do 30. srpna 1982: Špitálka (křižovatka Špitálka × Podnásepní) – Šmeralovy závody (Masná) – … – Šlapanice (Šlapanice, Kalvodova) | výluka od 1. ledna 1982 do 30. srpna 1982: Špitálka (křižovatka Špitálka × Podnásepní) – Šmeralovy závody (Masná) – … – Šlapanice (Šlapanice, Kalvodova) | [ 6 ]         |
|       |                   | výluka od 31. srpna 1982 do 30. srpna 1985: Hlavní nádraží (autobusové nádraží Grand) – Malinovského náměstí (pouze tam; u křižovatky Koliště × Cejl × Malinovského náměstí; na plánu města 1984 již jako Koliště) – Šmeralovy závody (Masná) – … – Spáčilova – Učiliště (Olomoucká, u školy; v provozu na plánech města 1984 a 1988 a v jízdním řádu 1990) – Staré letiště – … – Řípská – Slatina, nádraží (závlek od 1. dubna 1983) – Tuřanka (Křehlíkova) – … – Šlapanice (Šlapanice, Kalvodova) | výluka od 31. srpna 1982 do 30. srpna 1985: Hlavní nádraží (autobusové nádraží Grand) – Malinovského náměstí (pouze tam; u křižovatky Koliště × Cejl × Malinovského náměstí; na plánu města 1984 již jako Koliště) – Šmeralovy závody (Masná) – … – Spáčilova – Učiliště (Olomoucká, u školy; v provozu na plánech města 1984 a 1988 a v jízdním řádu 1990) – Staré letiště – … – Řípská – Slatina, nádraží (závlek od 1. dubna 1983) – Tuřanka (Křehlíkova) – … – Šlapanice (Šlapanice, Kalvodova) | [ 6 ] [ 43 ]  |
| 131   | 1998              | (trasa) | Hlavní nádraží – Čechyňská (křižovatka Křenová × Čechyňská) – Olomoucká (Životského) – Spáčilova – Učiliště (Olomoucká, u školy) – Staré letiště – Černovičky – Vlárská – Brněnky – Řípská – Slatina, nádraží – Tuřanka (Křehlíkova) – Slatina, škola (Přemyslovo náměstí) – Krejčího – Hraničky – Šlapanice, sídliště – Šlapanice, Čechova – Šlapanice (Šlapanice, Kalvodova) | [ 28 ]        |
| 131   | 2000              | (trasa) | Hlavní nádraží – Čechyňská (křižovatka Křenová × Čechyňská) – Tržní (pouze tam; do 31. srpna 1999 Olomoucká) – Životského (pouze zpět; do 31. srpna 1999 Olomoucká) – Spáčilova – Učiliště (Olomoucká, u školy) – Staré letiště – Černovičky – Vlárská – Brněnky – Řípská – Slatina, nádraží (závlek pouze do 18. listopadu 2002) – Tuřanka (Křehlíkova) – Slatina, škola (Přemyslovo náměstí) – Krejčího – Hraničky – Šlapanice, sídliště – Šlapanice, Čechova – Šlapanice, smyčka (Šlapanice, Kalvodova; do 31. srpna 1999 Šlapanice) | [ 31 ]        |
|       |                   | výluka od 12. června 2001 do 15. srpna 2003: Hlavní nádraží – Čechyňská (pouze tam; křižovatka Křenová × Čechyňská) – Čechyňská/Mlýnská (pouze zpět; Šujanovo náměstí) – Tržní – Spáčilova – … – Řípská – Slatina, nádraží (závlek pouze do 18. listopadu 2002) – Tuřanka (Křehlíkova) – … – Šlapanice, smyčka (Šlapanice, Kalvodova) | výluka od 12. června 2001 do 15. srpna 2003: Hlavní nádraží – Čechyňská (pouze tam; křižovatka Křenová × Čechyňská) – Čechyňská/Mlýnská (pouze zpět; Šujanovo náměstí) – Tržní – Spáčilova – … – Řípská – Slatina, nádraží (závlek pouze do 18. listopadu 2002) – Tuřanka (Křehlíkova) – … – Šlapanice, smyčka (Šlapanice, Kalvodova) | [ 16 ] [ 56 ] |
| 31    | 1. září 2003      | změna čísla | Hlavní nádraží – Vlhká (v provozu od 29. srpna 2009) – Čechyňská (křižovatka Křenová × Čechyňská; v provozu do 28. srpna 2009) – Masná (v provozu od 29. srpna 2009) – Tržní (pouze tam) – Životského (pouze zpět) – Spáčilova – Olomoucká, u školy (do 31. srpna 2010 do Učiliště) – Staré letiště – Černovičky – Vlárská – Brněnky – Řípská – Křehlíkova (do 12. prosince 2004 Tuřanka) – Přemyslovo náměstí (do 12. prosince 2004 Slatina, škola) – Krejčího – Šlapanice, Hraničky (do 12. prosince 2009 Hraničky, zrušena 11. prosince 2021) – Šlapanice, sídliště – Šlapanice, Čechova – Šlapanice, Kalvodova (do 31. prosince 2003 Šlapanice, smyčka) | [ 16 ]        |

### Linka 32
| Číslo | Od data           | Změna | Trasa | Zdroj  |
| ----- | ----------------- | --- | --- | ------ |
| 22    | 6. listopadu 1949 | zahájení provozu | Náměstí Rudé armády (Česká) – Leninova (Kounicova) – Jana Babáka – Dobrovského – Vodova – Královo Pole (křižovatka Vodova × Červinkova) | [ 1 ]  |
| 22    | 14. května 1961   | změna trasy | Náměstí Rudé armády (Česká) – Leninova (Kounicova) – Zahradníkova – Chodská – Srbská – Královo Pole (Královo Pole, Srbská) | [ 63 ] |
| 32    | 1. ledna 1972     | změna čísla | Česká – … – Královo Pole (Královo Pole, Srbská) | [ 3 ]  |
| 32    | 1975              | (trasa) | Česká – Smetanova – Sušilova – Zahradníkova – Botanická – Domažlická (Šelepova) – Charvatská – Vackova (křižovatka Charvatská × Vackova; v provozu na plánu města 1975) – Slovanské náměstí – Hutařova – Královo Pole (Královo Pole, Srbská) | [ 53 ] |
|       |                   | výluka od 31. srpna 1980 do 31. prosince 1981: Česká – Sokolská (křižovatka Veveří × Sokolská) – Nerudova – Zahradníkova – … – Královo Pole (Královo Pole, Srbská) | výluka od 31. srpna 1980 do 31. prosince 1981: Česká – Sokolská (křižovatka Veveří × Sokolská) – Nerudova – Zahradníkova – … – Královo Pole (Královo Pole, Srbská)                                                                           | [ 64 ] |
| 132   | 1. ledna 1982     | změna čísla | Česká – Smetanova – Sušilova (na plánu města 1984 jako Sokolská) – Zahradníkova – Botanická – Domažlická (Šelepova) – Charvatská (na plánu města 1984 jako Vackova) – Slovanské náměstí – Hutařova – Královo Pole (Královo Pole, Srbská)     | [ 6 ]  |
|       |                   | výluka od 1. ledna 1982 do 12. srpna 1983: Česká – Sokolská (křižovatka Veveří × Sokolská) – Nerudova – Zahradníkova – … – Královo Pole (Královo Pole, Srbská)     | výluka od 1. ledna 1982 do 12. srpna 1983: Česká – Sokolská (křižovatka Veveří × Sokolská) – Nerudova – Zahradníkova – … – Královo Pole (Královo Pole, Srbská)                                                                               | [ 8 ]  |
| 132   | 1998              | (trasa) | Česká – Smetanova – Sušilova – Zahradníkova – Botanická – Šelepova (do 31. srpna 1999 Domažlická) – Charvatská – Slovanské náměstí – Slovanské náměstí (pouze zpět; v provozu od 5. listopadu 2000) – Hutařova – Královo Pole, Srbská        | [ 28 ] |
| 32    | 1. září 2003      | změna čísla | Česká – Smetanova – Sušilova – Zahradníkova – Botanická – Šelepova – Charvatská – Slovanské náměstí – Slovanské náměstí (pouze zpět) – Hutařova – Královo Pole, Srbská                                                                       | [ 16 ] |
|       |                   | výluka od 9. dubna 2018 do 30. září 2018: Česká – … – Botanická – Šumavská – Kartouzská – Jungmannova – Husitská – Hutařova – Královo Pole, Srbská                 | výluka od 9. dubna 2018 do 30. září 2018: Česká – … – Botanická – Šumavská – Kartouzská – Jungmannova – Husitská – Hutařova – Královo Pole, Srbská                                                                                           | [ 65 ] |
|       |                   | výluka od 1. října 2018: Česká – … – Botanická – Šumavská – Kartouzská – Jungmannova – Husitská – Slovanské náměstí (pouze tam) – Hutařova – Královo Pole, Srbská  | | [ 65 ] |

### Linka 33
| Číslo | Od data       | Změna | Trasa | Zdroj         |
| ----- | ------------- | --- | --- | ------------- |
| 141   | 21. září 1982 | zahájení provozu | Hlavní nádraží – Šmeralovy závody (Masná) – Olomoucká (Životského) – Spáčilova – Staré letiště – Slatina, vozovna (na plánech města 1984 a 1988 a v jízdním řádu 1990 jako Vozovna Slatina) – Hviezdoslavova – Langrova – Mikulčická – Kroměřížská – Slatina, sídliště | [ 7 ]         |
|       |               | výluka od 21. září 1982 do 30. srpna 1985: Hlavní nádraží (autobusové nádraží Grand) – Malinovského náměstí (pouze tam; u křižovatky Koliště × Cejl × Malinovského náměstí; na plánu města 1984 již jako Koliště) – Šmeralovy závody (Masná) – … – Spáčilova – Učiliště (Olomoucká, u školy; v provozu na plánech města 1984 a 1988 a v jízdním řádu 1990) – Staré letiště – … – Slatina, sídliště | výluka od 21. září 1982 do 30. srpna 1985: Hlavní nádraží (autobusové nádraží Grand) – Malinovského náměstí (pouze tam; u křižovatky Koliště × Cejl × Malinovského náměstí; na plánu města 1984 již jako Koliště) – Šmeralovy závody (Masná) – … – Spáčilova – Učiliště (Olomoucká, u školy; v provozu na plánech města 1984 a 1988 a v jízdním řádu 1990) – Staré letiště – … – Slatina, sídliště            | [ 6 ] [ 43 ]  |
| 141   | 1998          | (trasa) | Hlavní nádraží – Čechyňská (křižovatka Křenová × Čechyňská) – Olomoucká (Životského) – Spáčilova – Učiliště (Olomoucká, u školy) – Staré letiště – Černovičky – Vozovna Slatina – Hviezdoslavova – Langrova – Mikulčická – Kroměřížská – Slatina, sídliště | [ 28 ]        |
| 141   | 2000          | (trasa) | Hlavní nádraží – Čechyňská (křižovatka Křenová × Čechyňská) – Tržní (pouze tam; do 31. srpna 1999 Olomoucká) – Životského (pouze zpět; do 31. srpna 1999 Olomoucká) – Spáčilova – Učiliště (Olomoucká, u školy) – Staré letiště – Černovičky – Vozovna Slatina – Hviezdoslavova – Langrova – Mikulčická – Kroměřížská – Slatina, sídliště                                                                     | [ 31 ]        |
|       |               | výluka od 12. června 2001 do 15. srpna 2003: Hlavní nádraží – Čechyňská (pouze tam; křižovatka Křenová × Čechyňská) – Čechyňská/Mlýnská (pouze zpět; Šujanovo náměstí) – Tržní – Spáčilova – … – Slatina, sídliště | výluka od 12. června 2001 do 15. srpna 2003: Hlavní nádraží – Čechyňská (pouze tam; křižovatka Křenová × Čechyňská) – Čechyňská/Mlýnská (pouze zpět; Šujanovo náměstí) – Tržní – Spáčilova – … – Slatina, sídliště | [ 16 ] [ 56 ] |
| 33    | 1. září 2003  | změna čísla | Hlavní nádraží – Vlhká (v provozu od 29. srpna 2009) – Čechyňská (křižovatka Křenová × Čechyňská; v provozu do 28. srpna 2009) – Masná (v provozu od 29. srpna 2009) – Tržní (pouze tam) – Životského (pouze zpět) – Spáčilova – Olomoucká, u školy (do 31. srpna 2010 do Učiliště) – Staré letiště – Černovičky – Vozovna Slatina – Hviezdoslavova – Langrova – Mikulčická – Kroměřížská – Slatina, sídliště | [ 16 ]        |

### Linka 34
| Číslo | Od data            | Změna | Trasa | Zdroj         |
| ----- | ------------------ | --- | --- | ------------- |
| 24    | 27. srpna 1971     | zahájení provozu | Česká – Leninova (Kounicova) – Tábor – Kim Ir-Senova (Zborovská) – Luční – Žabovřesky, Topolky (křižovatka Luční × Topolky)                                                                        | [ 66 ]        |
| 34    | 1. ledna 1972      | změna čísla | Česká – … – Žabovřesky, Topolky (křižovatka Luční × Topolky) | [ 3 ]         |
| 34    | 1975               | (trasa) | Česká – Smetanova – Sušilova – Klusáčkova – Kim Ir-Senova (Spojovací) – Fenjanská (Jindřichova) – Mozolky (křižovatka Luční × Mozolky) – Žabovřesky, Topolky (křižovatka Luční × Topolky)          | [ 53 ]        |
|       |                    | výluka od 31. srpna 1980 do 31. prosince 1981: Česká – Sokolská (křižovatka Veveří × Sokolská) – Nerudova – Klusáčkova – … – Žabovřesky, Topolky (křižovatka Luční × Topolky) | výluka od 31. srpna 1980 do 31. prosince 1981: Česká – Sokolská (křižovatka Veveří × Sokolská) – Nerudova – Klusáčkova – … – Žabovřesky, Topolky (křižovatka Luční × Topolky)                      | [ 64 ]        |
| 134   | 1. ledna 1982      | změna čísla | Česká – Smetanova – Sušilova – Klusáčkova – Kim Ir-Senova (Spojovací) – Fenjanská (Jindřichova) – Mozolky (křižovatka Luční × Mozolky) – Žabovřesky, Topolky (křižovatka Luční × Topolky)          | [ 6 ]         |
|       |                    | výluka od 1. ledna 1982 do 6. ledna 1983: Česká – Sokolská (křižovatka Veveří × Sokolská) – Nerudova – Klusáčkova – … – Žabovřesky, Topolky (křižovatka Luční × Topolky)      | výluka od 1. ledna 1982 do 6. ledna 1983: Česká – Sokolská (křižovatka Veveří × Sokolská) – Nerudova – Klusáčkova – … – Žabovřesky, Topolky (křižovatka Luční × Topolky)                           | [ 8 ]         |
| 134   | 7. ledna 1983      | změna trasy | Česká – Smetanova – Sušilova (na plánu města 1984 jako Sokolská) – Klusáčkova – Kim Ir-Senova (Spojovací) – Fenjanská (Jindřichova) – Náměstí Svornosti – Makovského náměstí – Žabovřesky, Přívrat | [ 8 ]         |
|       |                    | výluka od 7. ledna 1983 do 12. srpna 1983: Česká – Sokolská (křižovatka Veveří × Sokolská) – Nerudova – Klusáčkova – … – Žabovřesky, Přívrat                                  | výluka od 7. ledna 1983 do 12. srpna 1983: Česká – Sokolská (křižovatka Veveří × Sokolská) – Nerudova – Klusáčkova – … – Žabovřesky, Přívrat                                                       | [ 8 ]         |
|       |                    | výluka od 17. srpna 1983 do 27. dubna 1984: linka mimo provoz | výluka od 17. srpna 1983 do 27. dubna 1984: linka mimo provoz | [ 24 ]        |
| 134   | 14. listopadu 1987 | prodloužení | Česká – Smetanova – Sušilova – Klusáčkova – Kim Ir-Senova (Spojovací) – Fenjanská (Jindřichova) – Náměstí Svornosti – Makovského náměstí – Přívrat – Žabovřesky, Vychodilova                       | [ 10 ]        |
|       |                    | výluka od 6. srpna 1991 do listopadu 1992: Česká – … – Žabovřesky, Přívrat | výluka od 6. srpna 1991 do listopadu 1992: Česká – … – Žabovřesky, Přívrat | [ 27 ] [ 44 ] |
| 134   | 1998               | (trasa) | Česká – Smetanova – Sušilova – Klusáčkova – Spojovací – Jindřichova – Náměstí Svornosti – Makovského náměstí – Přívrat – Žabovřesky, Vychodilova                                                   | [ 28 ]        |
| 34    | 1. září 2003       | změna čísla | Česká – Smetanova – Sušilova – Klusáčkova – Spojovací – Jindřichova – Náměstí Svornosti – Makovského náměstí – Přívrat – Žabovřesky, Vychodilova                                                   | [ 16 ]        |

### Linka 35
| Číslo | Od data           | Změna | Trasa | Zdroj  |
| ----- | ----------------- | --- | --- | ------ |
| 35    | 1. ledna 2013     | zahájení provozu                                                                                            | Mendlovo náměstí – Tvrdého – Žlutý kopec – Vaňkovo náměstí – Kampelíkova – Soukopova – Masarykova čtvrť, Barvičova                                                                                             | [ 19 ] |
| 35    | 1. července 2019  | prodloužení                                                                                                 | Kamenný vrch – Oblá – Koniklecová – Čtvrtě – Riviéra – Bauerova – Velodrom – Křížkovského – Mendlovo náměstí – Tvrdého – Žlutý kopec – Vaňkovo náměstí – Kampelíkova – Soukopova – Masarykova čtvrť, Barvičova | [ 67 ] |
|       |                   | Od 1. července 2019 kvůli prodlouženému úseku skrze Pisárecký tunel vypravovány na linku převážně autobusy. | Od 1. července 2019 kvůli prodlouženému úseku skrze Pisárecký tunel vypravovány na linku převážně autobusy. | [ 68 ] |
| 35    | 12. prosince 2021 | zkrácení | Mendlovo náměstí – Tvrdého – Žlutý kopec – Vaňkovo náměstí – Kampelíkova – Soukopova – Masarykova čtvrť, Barvičova                                                                                             | [ 69 ] |

### Linka 36
| Číslo | Od data           | Změna | Trasa | Zdroj         |
| ----- | ----------------- | --- | --- | ------------- |
| 36    | 1. února 1976     | zahájení provozu | Česká – Smetanova – Sušilova – Klusáčkova – Tererova – Moskevská (Skácelova) – Záhřebská – Přívrat – Vrázova – Štursova – Hlavní (Podveská) – Svratecká – Komín (Kristenova)                                                                                             | [ 5 ]         |
| 36    | 29. prosince 1977 | prodloužení | Česká – Smetanova – Sušilova – Klusáčkova – Tererova – Moskevská (Skácelova) – Záhřebská – Přívrat – Vrázova – Štursova – Hlavní (Podveská) – Svratecká – Kristenova – Chaloupky – Olbrachtovo náměstí – Komín, sídliště (Řezáčova)                                      | [ 5 ]         |
|       |                   | výluka od 31. srpna 1980 do 18. září 1980: Česká – Sokolská (křižovatka Veveří × Sokolská) – Nerudova – Klusáčkova – … – Komín, sídliště (Řezáčova)                                               | výluka od 31. srpna 1980 do 18. září 1980: Česká – Sokolská (křižovatka Veveří × Sokolská) – Nerudova – Klusáčkova – … – Komín, sídliště (Řezáčova) | [ 64 ]        |
| 36    | 19. září 1980     | prodloužení | Česká – Smetanova – Sušilova – Klusáčkova – Tererova – Moskevská (Skácelova) – Záhřebská – Přívrat – Vrázova – Štursova – Hlavní (Podveská) – Svratecká – Řezáčova – Komín, sídliště                                                                                     | [ 64 ]        |
|       |                   | výluka od 19. září 1980 do 31. prosince 1981: Česká – Sokolská (křižovatka Veveří × Sokolská) – Nerudova – Klusáčkova – … – Komín, sídliště                                                       | výluka od 19. září 1980 do 31. prosince 1981: Česká – Sokolská (křižovatka Veveří × Sokolská) – Nerudova – Klusáčkova – … – Komín, sídliště | [ 64 ]        |
| 136   | 1. ledna 1982     | změna čísla | Česká – Smetanova – Sušilova (na plánu města 1984 jako Sokolská) – Klusáčkova – Tererova – Moskevská (Skácelova) – Záhřebská – Přívrat – Vrázova – Štursova – Hlavní (Podveská) – Svratecká – Komín, sídliště                                                            | [ 6 ]         |
|       |                   | výluka od 1. ledna 1982 do 12. srpna 1983: Česká – Sokolská (křižovatka Veveří × Sokolská) – Nerudova – Klusáčkova – … – Komín, sídliště                                                          | výluka od 1. ledna 1982 do 12. srpna 1983: Česká – Sokolská (křižovatka Veveří × Sokolská) – Nerudova – Klusáčkova – … – Komín, sídliště | [ 8 ]         |
|       |                   | výluka od 17. srpna 1983 do 27. dubna 1984: Česká – … – Klusáčkova – Kim Ir-Senova (Spojovací) – Fenjanská (Jindřichova) – Náměstí Svornosti – Makovského náměstí – Přívrat – … – Komín, sídliště | výluka od 17. srpna 1983 do 27. dubna 1984: Česká – … – Klusáčkova – Kim Ir-Senova (Spojovací) – Fenjanská (Jindřichova) – Náměstí Svornosti – Makovského náměstí – Přívrat – … – Komín, sídliště                                                                        | [ 24 ]        |
|       |                   | výluka od 6. srpna 1991 do listopadu 1992: Česká – … – Přívrat – Žabovřesky, Vychodilova | výluka od 6. srpna 1991 do listopadu 1992: Česká – … – Přívrat – Žabovřesky, Vychodilova | [ 27 ] [ 44 ] |
| 136   | 1998              | (trasa) | Česká – Smetanova – Sušilova – Klusáčkova – Tererova – Skácelova – Záhřebská – Přívrat – Vrázova – Štursova – Podveská (do 31. srpna 1999 Hlavní) – Svratecká – Kristenova – Chaloupky – Olbrachtovo náměstí – Řezáčova – Komín, sídliště                                | [ 28 ]        |
| 136   | 1. listopadu 2000 | změna trasy | Česká – Smetanova – Sušilova – Klusáčkova – Spojovací – Jindřichova – Náměstí Svornosti – Makovského náměstí – Přívrat – Vrázova – Štursova – Podveská – Svratecká – Kristenova – Chaloupky – Olbrachtovo náměstí – Řezáčova – Komín, sídliště                           | [ 45 ]        |
| 36    | 1. září 2003      | změna čísla | Česká – Smetanova – Sušilova – Klusáčkova – Spojovací – Jindřichova – Náměstí Svornosti – Makovského náměstí – Přívrat – Vrázova – Štursova – Podveská – Svratecká – Kristenova – Chaloupky – Olbrachtovo náměstí – Řezáčova – Komín, sídliště                           | [ 16 ]        |
| 36    | 12. prosince 2004 | změna trasy | Česká – Smetanova – Sušilova – Klusáčkova – Spojovací – Jindřichova – Náměstí Svornosti – Makovského náměstí – Přívrat – Vychodilova (pouze tam) – Vrázova – Štursova – Podveská – Svratecká – Kristenova – Chaloupky – Olbrachtovo náměstí – Řezáčova – Komín, sídliště | [ 70 ]        |
| 36    | 1. září 2007      | změna trasy | Česká – Smetanova – Sušilova – Klusáčkova – Spojovací – Jindřichova – Náměstí Svornosti – Makovského náměstí – Přívrat – Vrázova – Štursova – Podveská – Svratecká – Kristenova – Chaloupky – Olbrachtovo náměstí – Řezáčova – Komín, sídliště                           | [ 17 ]        |
| 36    | 1. ledna 2010     | změna trasy | Česká – Smetanova – Sušilova – Klusáčkova – Spojovací – Jindřichova – Náměstí Svornosti – Makovského náměstí – Přívrat – Vychodilova – Vrázova – Štursova – Podveská – Svratecká – Kristenova – Chaloupky – Olbrachtovo náměstí – Řezáčova – Komín, sídliště             | [ 71 ]        |

### Linka 37
| Číslo | Od data            | Změna | Trasa | Zdroj         |
| ----- | ------------------ | --- | --- | ------------- |
| 37A   | 15. června 1979    | zahájení provozu | Mendlovo náměstí – Výstaviště (Výstaviště, hlavní vstup) – Pisárky – Procházkova (Antonína Procházky) – Libušino údolí – Libušina třída – Borodinova – Glinkova – Stamicova – Kohoutovice, Voříškova | [ 5 ]         |
| 37A   | 1. září 1979       | linka zrušena | — | [ 5 ]         |
| 37A   | 16. listopadu 1981 | zahájení provozu | Mendlovo náměstí – Výstaviště (Výstaviště, hlavní vstup) – Pisárky – Procházkova (Antonína Procházky) – Libušino údolí – Libušina třída – Borodinova – Glinkova – Stamicova – Voříškova – Bellova – Pavlovská – Kohoutovice, sídliště (Kohoutovice, Jírovcova) | [ 25 ]        |
| 142   | 23. prosince 1983  | změna čísla | Mendlovo náměstí – Výstaviště (Výstaviště, hlavní vstup) – Pisárky – Procházkova (Antonína Procházky) – Libušino údolí – Libušina třída – Borodinova – Glinkova – Stamicova – Voříškova – Bellova – Pečovatelská služba (Talichova; v provozu na plánech města 1984 a 1988 a v jízdním řádu 1990) – Pavlovská – Kohoutovice, sídliště (Kohoutovice, Jírovcova)              | [ 8 ] [ 25 ]  |
| 142   | 1998               | (trasa) | Mendlovo náměstí – Výstaviště (Výstaviště, hlavní vstup) – Pisárky – Antonína Procházky – Libušino údolí – Libušina třída – Borodinova – Glinkova – Stamicova – Voříškova – Bellova – Talichova – Pavlovská – Kohoutovice, Jírovcova (do 31. srpna 1999 Kohoutovice) | [ 28 ]        |
|       |                    | výluka od 20. ledna 2001 do 30. září 2001: Mendlovo náměstí – … – Pisárky – Pisárecká – Lesní – Kluchova – Raisova – Čtvrtě – Koniklecová – Oblá – Kamenný vrch – Achtelky (křižovatka Chironova × Nad Pisárkami) – Jírovcova – Pavlovská – Talichova – Bellova – Kohoutovice, hájenka | výluka od 20. ledna 2001 do 30. září 2001: Mendlovo náměstí – … – Pisárky – Pisárecká – Lesní – Kluchova – Raisova – Čtvrtě – Koniklecová – Oblá – Kamenný vrch – Achtelky (křižovatka Chironova × Nad Pisárkami) – Jírovcova – Pavlovská – Talichova – Bellova – Kohoutovice, hájenka                                                                                      | [ 72 ] [ 73 ] |
| 37    | 1. září 2003       | změna čísla | Mendlovo náměstí – Výstaviště, hlavní vstup (do 29. června 2007 Výstaviště) – Lipová (Arena Brno; v provozu od 30. června 2007) – Pisárky – Antonína Procházky – Libušino údolí – Libušina třída – Borodinova – Glinkova – Stamicova – Voříškova – Bellova – Talichova – Pavlovská – Kohoutovice, Jírovcova                                                                 | [ 16 ]        |
|       |                    | výluka od 1. září 2004 do 29. června 2007: linka mimo provoz | výluka od 1. září 2004 do 29. června 2007: linka mimo provoz | [ 33 ] [ 34 ] |
| 37    | 1. ledna 2013      | prodloužení | Mendlovo náměstí – Výstaviště, hlavní vstup – Lipová (Arena Brno) – Pisárky – Anthropos – Antonína Procházky – Libušino údolí – Libušina třída – Borodinova – Glinkova – Stamicova – Voříškova – Bellova – Talichova – Pavlovská – Jírovcova – Kamenný vrch – Oblá – Koniklecová – Čtvrtě – Univerzitní kampus – Nemocnice Bohunice – Pod Nemocnicí – Starý Lískovec, Osová | [ 19 ]        |
| 37    | 1. září 2020       | zkrácení | Mendlovo náměstí – Výstaviště, hlavní vstup – Arena Brno (do 31. srpna 2024 Lipová) – Pisárky – Anthropos – Antonína Procházky – Libušino údolí – Libušina třída – Borodinova – Glinkova – Stamicova – Voříškova – Bellova – Talichova – Pavlovská – Jírovcova – Kamenný vrch – Oblá – Koniklecová – Čtvrtě – Univerzitní kampus – Nemocnice Bohunice                       | [ 74 ]        |

### Linka 38
| Číslo | Od data           | Změna | Trasa | Zdroj         |
| ----- | ----------------- | --- | --- | ------------- |
| 39A   | 6. listopadu 1982 | zahájení provozu | Komenského náměstí – Úvoz – Tvrdého (pouze zpět) – Žlutý kopec – Lipová (Pavlíkova) – Neumannova – Marie Pujmanové – Jiráskova čtvrť, Preslova (Masarykova čtvrť, Preslova) | [ 7 ] [ 25 ]  |
| 144   | 23. prosince 1983 | změna čísla | Komenského náměstí – Úvoz – Tvrdého (pouze zpět) – Žlutý kopec – Lipová (Pavlíkova) – Neumannova – Marie Pujmanové – Jiráskova čtvrť, Preslova (Masarykova čtvrť, Preslova) | [ 8 ] [ 25 ]  |
| 144   | 1998              | (trasa) | Komenského náměstí – Úvoz – Tvrdého (pouze zpět) – Žlutý kopec – Pavlíkova – Neumannova – Marie Pujmanové – Masarykova čtvrť, Preslova | [ 28 ]        |
| 38    | 1. září 2003      | změna čísla | Komenského náměstí – Obilní trh (v provozu pouze tam od 17. října 2008; v provozu i zpět od 29. srpna 2009) – Úvoz (od 17. října 2008 do 29. června 2012 pouze zpět) – Tvrdého (pouze zpět) – Žlutý kopec – Pavlíkova – Neumannova – Marie Pujmanové – Masarykova čtvrť, Preslova | [ 16 ]        |
|       |                   | výluka od 9. října 2010 do 31. srpna 2011: Konečného náměstí – Sušilova (pouze tam) – Smetanova (pouze tam) – Česká (pouze tam) – Komenského náměstí (pouze tam) – Obilní trh (pouze tam) – Čápkova (pouze zpět) – Úvoz (pouze zpět) – … – Masarykova čtvrť, Preslova   | výluka od 9. října 2010 do 31. srpna 2011: Konečného náměstí – Sušilova (pouze tam) – Smetanova (pouze tam) – Česká (pouze tam) – Komenského náměstí (pouze tam) – Obilní trh (pouze tam) – Čápkova (pouze zpět) – Úvoz (pouze zpět) – … – Masarykova čtvrť, Preslova             | [ 78 ] [ 79 ] |
|       |                   | výluka od 1. září 2024: varianta: Česká – Smetanova (pouze tam) – Sušilova (pouze tam) – Konečného náměstí (pouze tam) – Čápkova (pouze tam) – Grohova (pouze zpět) varianta: Konečného náměstí – Nerudova (pouze zpět) – Čápkova Úvoz – … – Masarykova čtvrť, Preslova | výluka od 1. září 2024: varianta: Česká – Smetanova (pouze tam) – Sušilova (pouze tam) – Konečného náměstí (pouze tam) – Čápkova (pouze tam) – Grohova (pouze zpět) varianta: Konečného náměstí – Nerudova (pouze zpět) – Čápkova Úvoz – … – Masarykova čtvrť, Preslova           | [ 80 ]        |

### Linka 39
| Číslo | Od data        | Změna | Trasa | Zdroj         |
| ----- | -------------- | --- | --- | ------------- |
| 39    | 31. srpna 1981 | zahájení provozu | Komenského náměstí – Úvoz – Tvrdého (pouze zpět) – Žlutý kopec – Vaňkovo náměstí – Kampelíkova – Soukopova – Jiráskova čtvrť, Barvičova (Masarykova čtvrť, Barvičova) | [ 6 ]         |
| 139   | 1. ledna 1982  | změna čísla | Komenského náměstí – Úvoz – Tvrdého (pouze zpět) – Žlutý kopec – Vaňkovo náměstí – Kampelíkova – Soukopova – Jiráskova čtvrť, Barvičova (Masarykova čtvrť, Barvičova) | [ 6 ]         |
| 139   | 1998           | (trasa) | Komenského náměstí – Úvoz – Tvrdého (pouze zpět) – Žlutý kopec – Vaňkovo náměstí – Kampelíkova – Soukopova – Masarykova čtvrť, Barvičova | [ 28 ]        |
| 39    | 1. září 2003   | změna čísla | Komenského náměstí – Obilní trh (v provozu pouze tam od 17. října 2008; v provozu i zpět od 29. srpna 2009) – Úvoz (od 17. října 2008 do 29. června 2012 pouze zpět) – Tvrdého (pouze zpět) – Žlutý kopec – Vaňkovo náměstí – Kampelíkova – Soukopova – Masarykova čtvrť, Barvičova | [ 16 ]        |
|       |                | výluka od 9. října 2010 do 31. srpna 2011: Konečného náměstí – Sušilova (pouze tam) – Smetanova (pouze tam) – Česká (pouze tam) – Komenského náměstí (pouze tam) – Obilní trh (pouze tam) – Čápkova (pouze zpět) – Úvoz (pouze zpět) – … – Masarykova čtvrť, Barvičova | výluka od 9. října 2010 do 31. srpna 2011: Konečného náměstí – Sušilova (pouze tam) – Smetanova (pouze tam) – Česká (pouze tam) – Komenského náměstí (pouze tam) – Obilní trh (pouze tam) – Čápkova (pouze zpět) – Úvoz (pouze zpět) – … – Masarykova čtvrť, Barvičova              | [ 78 ] [ 79 ] |
|       |                | výluka od 1. září 2024: Česká – Smetanova (pouze tam) – Sušilova (pouze tam) – Konečného náměstí (pouze tam) – Čápkova (pouze tam) – Grohova (pouze zpět) – Úvoz – … – Masarykova čtvrť, Barvičova                                                                     | výluka od 1. září 2024: Česká – Smetanova (pouze tam) – Sušilova (pouze tam) – Konečného náměstí (pouze tam) – Čápkova (pouze tam) – Grohova (pouze zpět) – Úvoz – … – Masarykova čtvrť, Barvičova                                                                                  | [ 80 ]        |

## Zrušené linky

### Linka 23 (1949–1968)
| Číslo | Od data           | Změna            | Trasa                                                             | Zdroj  |
| ----- | ----------------- | ---------------- | ----------------------------------------------------------------- | ------ |
| 23    | 31. prosince 1949 | zahájení provozu | Komárov – Hněvkovského – Kaštanová – Revoluční – Tuřany (Hanácká) | [ 1 ]  |
| 23    | 1. září 1959      | prodloužení      | Komárov – … – Tuřany (Hanácká) – Tuřany, smyčka                   | [ 63 ] |
| 23    | 1. září 1968      | linka zrušena    | —                                                                 | [ 82 ] |

### Linka 29 (2006–2012)
| Číslo | Od data           | Změna                                                                         | Trasa | Zdroj         |
| ----- | ----------------- | ----------------------------------------------------------------------------- | --- | ------------- |
| 29    | 10. prosince 2006 | zahájení provozu                                                              | Česká – Smetanova – Sušilova – Klusáčkova – Spojovací – Jindřichova – Náměstí Svornosti – Makovského náměstí – Přívrat – Vrázova – Štursova – Hlavní – Vozovna Komín – Optátova – Jundrov, hřiště – Veslařská – Pod Jurankou – Anthropos – Antonína Procházky – Libušino údolí – Libušina třída – Borodinova – Glinkova – Stamicova – Voříškova – Bellova – Talichova – Pavlovská – Jírovcova – Kamenný vrch – Oblá – Koniklecová – Čtvrtě – Netroufalky (Univerzitní kampus) – Nemocnice Bohunice – Pod Nemocnicí – Starý Lískovec, Osová                                                                                                   | [ 18 ]        |
|       |                   | výluka od 6. února 2007 do 31. srpna 2007: Česká – … – Kohoutovice, Jírovcova | výluka od 6. února 2007 do 31. srpna 2007: Česká – … – Kohoutovice, Jírovcova | [ 17 ] [ 83 ] |
| 29    | 1. září 2007      | změna trasy                                                                   | Česká – Smetanova – Sušilova – Klusáčkova – Spojovací – Jindřichova – Náměstí Svornosti – Makovského náměstí – Přívrat – Vrázova – Štursova – Hlavní – Vozovna Komín – Optátova – Jundrov, hřiště – Veslařská – Pod Jurankou – varianta: Anthropos – Antonína Procházky – Libušino údolí – Libušina třída – Borodinova – Glinkova – Stamicova – Voříškova – Bellova – Talichova – Pavlovská – Jírovcova – Kamenný vrch – Oblá – Koniklecová – Čtvrtě varianta: Anthropos – Pisárecká – Lesní – Kluchova – Raisova – Čtvrtě – Univerzitní kampus (do 31. srpna 2007 Netroufalky) – Nemocnice Bohunice – Pod Nemocnicí – Starý Lískovec, Osová | [ 17 ]        |
| 29    | 9. prosince 2007  | změna trasy                                                                   | Česká – Smetanova – Sušilova – Klusáčkova – Spojovací – Jindřichova – Náměstí Svornosti – Makovského náměstí – Přívrat – Vrázova – Štursova – Hlavní – Vozovna Komín – Optátova – Jundrov, hřiště – Veslařská – Pod Jurankou – Anthropos – Antonína Procházky – Libušino údolí – Libušina třída – Borodinova – Glinkova – Stamicova – Voříškova – Bellova – Talichova – Pavlovská – Jírovcova – Kamenný vrch – Oblá – Koniklecová – Čtvrtě – Univerzitní kampus – Nemocnice Bohunice – Pod Nemocnicí – Starý Lískovec, Osová | [ 84 ]        |
| 29    | 1. ledna 2013     | linka zrušena                                                                 | — | [ 19 ]        |

### Linka 133 (1974–1998)
| Číslo | Od data        | Změna | Trasa | Zdroj        |
| ----- | -------------- | --- | --- | ------------ |
| 33    | 2. ledna 1974  | zahájení provozu | Hlavní nádraží – Křenová – Olomoucká – Řípská – Slatina, nádraží (Řípská) | [ 4 ]        |
| 33    | 1975           | (trasa) | Hlavní nádraží – Šmeralovy závody (Masná) – Olomoucká (Životského) – Spáčilova – Staré letiště – Vlárská – Brněnky – Řípská – Slatina, nádraží (Řípská) | [ 53 ]       |
|       |                | výluka od 29. dubna 1981 do 31. prosince 1981: Špitálka (křižovatka Špitálka × Podnásepní) – Šmeralovy závody (Masná) – … – Slatina, nádraží (Řípská) | výluka od 29. dubna 1981 do 31. prosince 1981: Špitálka (křižovatka Špitálka × Podnásepní) – Šmeralovy závody (Masná) – … – Slatina, nádraží (Řípská) | [ 6 ]        |
| 133   | 1. ledna 1982  | změna čísla | Hlavní nádraží – Šmeralovy závody (Masná) – Olomoucká (Životského) – Spáčilova – Učiliště (Olomoucká, u školy; v provozu na plánech města 1984 a 1988 a v jízdním řádu 1990) – Staré letiště – Černovičky – Vlárská – Brněnky – Řípská – Slatina, nádraží (Řípská) | [ 6 ]        |
|       |                | výluka od 1. ledna 1982 do 30. srpna 1982: Špitálka (křižovatka Špitálka × Podnásepní) – Šmeralovy závody (Masná) – … – Slatina, nádraží (Řípská) | výluka od 1. ledna 1982 do 30. srpna 1982: Špitálka (křižovatka Špitálka × Podnásepní) – Šmeralovy závody (Masná) – … – Slatina, nádraží (Řípská) | [ 6 ]        |
|       |                | výluka od 31. srpna 1982 do 30. srpna 1985: Hlavní nádraží (autobusové nádraží Grand) – Malinovského náměstí (pouze tam; u křižovatky Koliště × Cejl × Malinovského náměstí; na plánu města 1984 již jako Koliště) – Šmeralovy závody (Masná) – … – Spáčilova – Učiliště (Olomoucká, u školy; v provozu na plánech města 1984 a 1988 a v jízdním řádu 1990) – Staré letiště – … – Slatina, nádraží (Řípská) | výluka od 31. srpna 1982 do 30. srpna 1985: Hlavní nádraží (autobusové nádraží Grand) – Malinovského náměstí (pouze tam; u křižovatky Koliště × Cejl × Malinovského náměstí; na plánu města 1984 již jako Koliště) – Šmeralovy závody (Masná) – … – Spáčilova – Učiliště (Olomoucká, u školy; v provozu na plánech města 1984 a 1988 a v jízdním řádu 1990) – Staré letiště – … – Slatina, nádraží (Řípská) | [ 6 ] [ 43 ] |
| 133   | 31. srpna 1998 | linka zrušena | — | [ 28 ]       |

### Linka 135 (1971–1987)
| Číslo | Od data            | Změna | Trasa | Zdroj  |
| ----- | ------------------ | --- | --- | ------ |
| 35    | 31. prosince 1971  | zahájení provozu | Česká – Leninova (Kounicova) – Jana Babáka – Purkyňova – Královopolská – Vychodilova – Žabovřesky, Vychodilova                                                                                        | [ 3 ]  |
| 35    | 1975               | (trasa) | Česká – Smetanova – Sušilova – Klusáčkova – Tererova – Moskevská (Skácelova) – Záhřebská – Přívrat – Žabovřesky, Vychodilova                                                                          | [ 53 ] |
|       |                    | výluka od 31. srpna 1980 do 31. prosince 1981: Česká – Sokolská (křižovatka Veveří × Sokolská) – Nerudova – Klusáčkova – … – Žabovřesky, Vychodilova                                                  | výluka od 31. srpna 1980 do 31. prosince 1981: Česká – Sokolská (křižovatka Veveří × Sokolská) – Nerudova – Klusáčkova – … – Žabovřesky, Vychodilova                                                  | [ 64 ] |
| 135   | 1. ledna 1982      | změna čísla | Česká – Smetanova – Sušilova (na plánu města 1984 jako Sokolská) – Klusáčkova – Tererova – Moskevská (Skácelova) – Záhřebská – Přívrat – Žabovřesky, Vychodilova                                      | [ 6 ]  |
|       |                    | výluka od 1. ledna 1982 do 12. srpna 1983: Česká – Sokolská (křižovatka Veveří × Sokolská) – Nerudova – Klusáčkova – … – Žabovřesky, Vychodilova                                                      | výluka od 1. ledna 1982 do 12. srpna 1983: Česká – Sokolská (křižovatka Veveří × Sokolská) – Nerudova – Klusáčkova – … – Žabovřesky, Vychodilova                                                      | [ 8 ]  |
|       |                    | výluka od 17. srpna 1983 do 27. dubna 1984: Česká – … – Klusáčkova – Kim Ir-Senova (Spojovací) – Fenjanská (Jindřichova) – Náměstí Svornosti – Makovského náměstí – Přívrat – Žabovřesky, Vychodilova | výluka od 17. srpna 1983 do 27. dubna 1984: Česká – … – Klusáčkova – Kim Ir-Senova (Spojovací) – Fenjanská (Jindřichova) – Náměstí Svornosti – Makovského náměstí – Přívrat – Žabovřesky, Vychodilova | [ 24 ] |
| 135   | 14. listopadu 1987 | linka zrušena | — | [ 10 ] |

### Linka 135 (1988–1991)
| Číslo | Od data        | Změna            | Trasa | Zdroj  |
| ----- | -------------- | ---------------- | --- | ------ |
| 135   | 1. října 1988  | zahájení provozu | Židenice, Stará osada – Svatoplukova – Akátky – Borky – Vlčnovská – Prušánecká – Bzenecká – Vinohrady, Pálavské náměstí | [ 11 ] |
| 135   | 31. ledna 1991 | linka zrušena    | — | [ 26 ] |

### Linka 35 (1992–2007)
| Číslo | Od data | Změna | Trasa | Zdroj                |
| ----- | --- | --- | --- | -------------------- |
| 135   | 1. prosince 1992 | zahájení provozu | Mendlovo náměstí – Výstaviště (Výstaviště, hlavní vstup) – Pisárky – Pisárky, jesle (později Pisárecká; za Střelnicí v ulici Pisárecká) – Lesní – Kluchova – Raisova – Nový Lískovec (Koniklecová)       | [ 27 ]               |
| 135   | 1. října 1994 | prodloužení | Mendlovo náměstí – Výstaviště (Výstaviště, hlavní vstup) – Pisárky – Pisárky, jesle (později Pisárecká; za Střelnicí v ulici Pisárecká) – Lesní – Kluchova – Raisova – Koniklecová – Kamenný vrch (Oblá) | [ 13 ]               |
| 135   | 28. dubna 1995 | prodloužení | Mendlovo náměstí – Výstaviště (Výstaviště, hlavní vstup) – Pisárky – Pisárky, jesle (později Pisárecká; za Střelnicí v ulici Pisárecká) – Lesní – Kluchova – Raisova – Koniklecová – Oblá – Kamenný vrch | [ 14 ]               |
| 135   | Od 31. srpna 1998 do 31. srpna 2002 byly na linku 135 Mendlovo náměstí – Kamenný vrch kvůli nedostatku trolejbusů vypravovány především autobusy s případným možným nasazením několika trolejbusů. | Od 31. srpna 1998 do 31. srpna 2002 byly na linku 135 Mendlovo náměstí – Kamenný vrch kvůli nedostatku trolejbusů vypravovány především autobusy s případným možným nasazením několika trolejbusů. | Od 31. srpna 1998 do 31. srpna 2002 byly na linku 135 Mendlovo náměstí – Kamenný vrch kvůli nedostatku trolejbusů vypravovány především autobusy s případným možným nasazením několika trolejbusů.       | [ 25 ] [ 85 ] [ 86 ] |
| 135   | 1998 | (trasa) | Mendlovo náměstí – Výstaviště (Výstaviště, hlavní vstup) – Pisárky – Pisárecká – Lesní – Kluchova – Raisova – Čtvrtě – Koniklecová – Oblá – Kamenný vrch                                                 | [ 28 ]               |
| 35    | 1. září 2003 | změna čísla | Mendlovo náměstí – Výstaviště (Výstaviště, hlavní vstup) – Pisárky – Pisárecká – Lesní – Kluchova – Raisova – Čtvrtě – Koniklecová – Oblá – Kamenný vrch                                                 | [ 16 ]               |
|       | | výluka od 1. září 2004 do 31. srpna 2007: linka mimo provoz | výluka od 1. září 2004 do 31. srpna 2007: linka mimo provoz | [ 17 ] [ 33 ] [ 34 ] |
| 35    | 1. září 2007 | linka zrušena | — | [ 17 ]               |

### Linka 137 (1975–2000)
| Číslo | Od data           | Změna            | Trasa | Zdroj  |
| ----- | ----------------- | ---------------- | --- | ------ |
| 37    | 31. prosince 1975 | zahájení provozu | Mendlovo náměstí – Výstaviště (Výstaviště, hlavní vstup) – Pisárky – Procházkova (Antonína Procházky) – Libušino údolí – Libušina třída – Borodinova – Glinkova – Stamicova – Kohoutovice, sídliště (Voříškova) | [ 5 ]  |
| 37    | 15. června 1979   | prodloužení      | Mendlovo náměstí – Výstaviště (Výstaviště, hlavní vstup) – Pisárky – Procházkova (Antonína Procházky) – Libušino údolí – Libušina třída – Borodinova – Glinkova – Stamicova – Voříškova – Bellova – Pečovatelská služba (Talichova) – Pavlovská – Kohoutovice, sídliště (Kohoutovice, Jírovcova) | [ 5 ]  |
| 37    | 1. května 1981    | prodloužení      | Komenského náměstí – Úvoz – Mendlovo náměstí – Výstaviště (Výstaviště, hlavní vstup) – Pisárky – Procházkova (Antonína Procházky) – Libušino údolí – Libušina třída – Borodinova – Glinkova – Stamicova – Voříškova – Bellova – Pavlovská – Kohoutovice, sídliště (Kohoutovice, Jírovcova) | [ 6 ]  |
| 137   | 1. ledna 1982     | změna čísla      | Komenského náměstí – Úvoz – Tvrdého (pouze zpět; v provozu v jízdním řádu 1990) – Mendlovo náměstí – Výstaviště (Výstaviště, hlavní vstup) – Pisárky – Procházkova (Antonína Procházky) – Libušino údolí – Libušina třída – Borodinova – Glinkova – Stamicova – Voříškova – Bellova – Pečovatelská služba (Talichova; v provozu na plánech města 1984 a 1988 a v jízdním řádu 1990) – Pavlovská – Kohoutovice, sídliště (Kohoutovice, Jírovcova) | [ 6 ]  |
| 137   | 1998              | (trasa)          | Komenského náměstí – Úvoz – Tvrdého (pouze zpět) – Mendlovo náměstí – Výstaviště (Výstaviště, hlavní vstup) – Pisárky – Antonína Procházky – Libušino údolí – Libušina třída – Borodinova – Glinkova – Stamicova – Voříškova – Bellova – Talichova – Pavlovská – Kohoutovice (Kohoutovice, Jírovcova) | [ 28 ] |
| 137   | 1. září 2000      | linka zrušena    | — | [ 30 ] |

### Linka 138 (1979–1994)
| Číslo | Od data        | Změna            | Trasa | Zdroj  |
| ----- | -------------- | ---------------- | --- | ------ |
| 38    | 27. října 1979 | zahájení provozu | Mendlovo náměstí – Výstaviště (Výstaviště, hlavní vstup) – Pisárky – Pisárky, jesle (později Pisárecká; za Střelnicí v ulici Pisárecká) – Lesní – Kluchova – Nový Lískovec (Raisova) | [ 5 ]  |
| 38    | 23. února 1980 | prodloužení      | Mendlovo náměstí – Výstaviště (Výstaviště, hlavní vstup) – Pisárky – Pisárky, jesle (později Pisárecká; za Střelnicí v ulici Pisárecká) – Lesní – Kluchova – Nový Lískovec (Raisova) – Kamenice (Čtvrtě) – Bohunice, Chirana (Kamenice) | [ 5 ]  |
| 38    | 1. května 1981 | prodloužení      | Komenského náměstí – Úvoz – Mendlovo náměstí – Výstaviště (Výstaviště, hlavní vstup) – Pisárky – Pisárky, jesle (později Pisárecká; za Střelnicí v ulici Pisárecká) – Lesní – Kluchova – Nový Lískovec (Raisova) – Kamenice (Čtvrtě) – Bohunice, Chirana (Kamenice) | [ 6 ]  |
| 138   | 1. ledna 1982  | změna čísla      | Komenského náměstí – Úvoz – Mendlovo náměstí – Výstaviště (Výstaviště, hlavní vstup) – Pisárky – Pisárky, jesle (později Pisárecká; za Střelnicí v ulici Pisárecká) – Lesní – Kluchova – Nový Lískovec (Raisova) – Kamenice (Čtvrtě) – Bohunice, Chirana (Kamenice) | [ 6 ]  |
| 138   | 1. září 1982   | změna trasy      | Komenského náměstí – Úvoz – Tvrdého (pouze zpět; v provozu v jízdním řádu 1990) – Mendlovo náměstí – Výstaviště (Výstaviště, hlavní vstup) – Pisárky – Pisárky, jesle (později Pisárecká; za Střelnicí v ulici Pisárecká) – Lesní – Kluchova – Raisova – Kamínky (křižovatka Petra Křivky × Kamínky × Oblá; v provozu na plánech města 1983, 1984 a 1988) – Nový Lískovec (Koniklecová) | [ 7 ]  |
| 138   | 1. října 1994  | linka zrušena    | — | [ 13 ] |

### Linka 143 (1982–1994)
| Číslo | Od data            | Změna            | Trasa | Zdroj         |
| ----- | ------------------ | ---------------- | --- | ------------- |
| 38A   | 1. září 1982       | zahájení provozu | Mendlovo náměstí – Výstaviště (Výstaviště, hlavní vstup) – Pisárky – Pisárky, jesle (později Pisárecká; za Střelnicí v ulici Pisárecká) – Lesní – Kluchova – Raisova – Kamenice (Čtvrtě) – Internát (Univerzitní kampus) – Bohunice, Chirana (Kamenice) | [ 7 ]         |
| 143   | 23. prosince 1983  | změna čísla      | Mendlovo náměstí – Výstaviště (Výstaviště, hlavní vstup) – Pisárky – Pisárky, jesle (později Pisárecká; za Střelnicí v ulici Pisárecká) – Lesní – Kluchova – Raisova – Kamenice (Čtvrtě) – Internát (Univerzitní kampus) – Bohunice, Chirana (Kamenice) | [ 8 ] [ 25 ]  |
| 143   | 7. listopadu 1992  | linka zrušena    | — | [ 25 ] [ 44 ] |
| 143   | 25. listopadu 1992 | zahájení provozu | Mendlovo náměstí – Výstaviště (Výstaviště, hlavní vstup) – Pisárky – Pisárky, jesle (později Pisárecká; za Střelnicí v ulici Pisárecká) – Lesní – Kluchova – Raisova – Kamenice (Čtvrtě) – Internát (Univerzitní kampus) – Bohunice, Chirana (Kamenice) | [ 25 ] [ 44 ] |
| 143   | 1. října 1994      | linka zrušena    | — | [ 13 ]        |

### Linka 146 (1987–1991)
| Číslo | Od data        | Změna            | Trasa | Zdroj        |
| ----- | -------------- | ---------------- | --- | ------------ |
| 146   | 23. února 1987 | zahájení provozu | Janáčkovo divadlo – Příkop (pouze zpět; ulice Příkop) – Náměstí 28. října – Hybešova nemocnice (Schodová) – Zimní stadion (Za Lužánkami) – Lesnická – Provazníkova – Fučíkova čtvrť (Štefánikova čtvrť) | [ 9 ] [ 25 ] |
| 146   | 1. května 1991 | linka zrušena    | — | [ 44 ]       |

## Noční provoz
V roce 1980 byly v nepřetržitém denním i nočním provozu pouze tři trolejbusové linky z celkových osmi, konkrétně se jednalo o linky 31 do Šlapanic, 36 do Komína a 37 do Kohoutovic, k nimž se v roce 1982 přidala nově zavedená linka 38A (od roku 1983 číslo 143). Již v roce 1983 došlo k dalším změnám. Celodenně včetně noci jezdila místo linky 143 nově zavedená bohunická linka 145, do režimu nepřetržitého provozu byly převedeny i linky č. 140 a 141 vedoucí do bystrckého, respektive slatinského sídliště. Noční provoz linky 140 byl ale ještě před rokem 1987 zrušen. V roce 1990 jezdily trolejbusy nepřetržitě na linkách 131, 136, 137, 138, 141 a 147, roku 1998 se jednalo o linky 131, 135, 136, 141 a 142. Od 1. září 2000 byla noční doprava kompletně reorganizována – vzniklo sedm nových nočních autobusových linek obsluhujících celé město, které nahradily noční provoz tramvají (vyjma páteřních linek č. 1 a 8, jejich noční provoz byl zastaven až v roce 2004), trolejbusů i stávajících nočních autobusů.

## Výlukové linky
| Linka | V provozu                               | Trasa | Zdroj                |
| ----- | --------------------------------------- | --- | -------------------- |
| 150   | od 19. července 1995 do 30. srpna 1995  | Novolíšeňská – … – Pálavské náměstí – … – Tomkovo náměstí – … – Zimní stadion – Hybešova nemocnice (Schodová; pouze tam) – Náměstí 28. října (pouze tam) – Pionýrská (pouze zpět) – Sušilova (pouze zpět) – Smetanova (pouze zpět) – Česká | [ 14 ] [ 25 ]        |
| x25   | od 1. září 2004 do 9. prosince 2006     | Česká – Smetanova – Sušilova – Klusáčkova – Spojovací – Jindřichova – Náměstí Svornosti – Makovského náměstí – Přívrat – Vrázova – Štursova – Hlavní – Vozovna Komín – Optátova – Jundrov, hřiště – Veslařská – Pod Jurankou – Anthropos – Antonína Procházky – Libušino údolí – Libušina třída – Borodinova – Glinkova – Stamicova – Voříškova – Bellova – Talichova – Pavlovská – Jírovcova – Kamenný vrch – Oblá – Koniklecová – Čtvrtě – Netroufalky (Univerzitní kampus) – Nemocnice Bohunice – Pod Nemocnicí – Starý Lískovec, Osová | [ 18 ] [ 34 ] [ 62 ] |
| x5    | od 28. června 2008 do 31. srpna 2009    | Mendlovo náměstí – Tvrdého (pouze tam) – Úvoz (pouze tam; do 16. října 2008 i zpět) – Obilní trh (pouze zpět; v provozu od 17. října 2008) – Komenského náměstí | [ 57 ] [ 92 ]        |
| x30   | od 27. června 2015 do 12. prosince 2015 | Česká – Smetanova – Sušilova – Klusáčkova – Spojovací – Jindřichova – Náměstí Svornosti – Makovského náměstí – Přívrat – Vrázova – Štursova – Podveská – Svratecká – Lísky – Podlesí – Kamenolom – Náměstí 28. dubna – Vondrákova – Laštůvkova – Filipova – Bystrc, Černého | [ 93 ] [ 50 ]        |
| x30   | od 13. prosince 2015 do 31. srpna 2016  | Česká – Smetanova – Sušilova – Klusáčkova – Spojovací – Jindřichova – Náměstí Svornosti – Makovského náměstí – Přívrat – Vrázova – Štursova – Podveská – Svratecká – Lísky – Podlesí – Kamenolom – Zoologická zahrada (pouze tam) – Náměstí 28. dubna – Vondrákova – Laštůvkova – Filipova – Bystrc, Černého | [ 50 ]               |

## Historické linky
V roce 2012 byl spolu s tramvajovou linkou H4 zahájen pravidelný provoz historických trolejbusů. První rok se jednalo pouze o vložené spoje na lince 32, roku 2013 ale byla zřízena speciální linka H24. V obou případech byla zajištěna návaznost na linku H4. Linka je v uvedeném období v provozu v letní sezóně o víkendech a svátcích a platí na ní běžný tarif IDS JMK.
Při příležitosti 70. výročí zahájení provozu trolejbusů do Šlapanic byla během odpoledne 1. května 2024 v provozu zvláštní linka H21 obsluhovaná historickými vozy; přeprava cestujících byla zdarma.
| Linka | V provozu                            | Trasa | Zdroj           |
| ----- | ------------------------------------ | --- | --------------- |
| H21   | 1. května 2024                       | Šlapanice, Kalvodova – Šlapanice, Čechova – Šlapanice, sídliště – Krejčího – Přemyslovo náměstí – Křehlíkova – Řípská – Brněnky – Vlárská – Černovičky (pouze zpět) – Vozovna Slatina | [ 96 ]          |
| H24   | od 16. června 2013 do 29. září 2013  | Komenského náměstí – Úvoz – Mendlovo náměstí – Výstaviště, hlavní vstup – Pisárky – Anthropos – Optátova – Vozovna Komín                                                              | [ 95 ]          |
| H24   | od 28. června 2014 do 13. října 2019 | Mendlovo náměstí – Výstaviště, hlavní vstup – Pisárky – Anthropos – Optátova (do října 2018) – Jundrovský most (od června 2019) – Vozovna Komín                                       | [ 98 ] [ 99 ]   |
| H24   | od 1. července 2023 do 3. září 2023  | Mendlovo náměstí – Výstaviště, hlavní vstup – Pisárky – Anthropos – Optátova (pouze zpět) – Jundrovský most (pouze tam) – Vozovna Komín                                               | [ 100 ] [ 101 ] |